# México prehispánico
La historia prehispánica es un período de la historia del país anterior a la conquista y colonización española, que se dieron a partir de 1519-1521. Es necesario aclarar que México es un Estado moderno cuyas fronteras se fijaron a mediados del siglo XIX. Por lo tanto, la historia mexicana de la época prehispánica es la historia de los pueblos que vivieron en ese territorio, no la historia del Estado mexicano en la época precolombina. 
La historia prehispánica de México comienza con la llegada de sus primeros pobladores. Sobre el poblamiento de América se han propuesto numerosas hipótesis, pero la que cuenta con mayor aceptación y evidencia de apoyo señala que los humanos entraron al continente a través de Beringia durante la época de las glaciaciones. Esta teoría está demostrada por estudios recientes de ADN basados en los haplogrupos del cromosoma Y (ADN-Y) y los haplogrupos del ADN mitocondrial (ADNmt). La época en que esto ocurrió es motivo de debate entre quienes defienden la teoría del poblamiento temprano y la del poblamiento tardío. En el caso de México, algunos autores han querido ver evidencia que apoya la primera, como los hallazgos de El Cedral (San Luis Potosí), a los que se atribuye una antigüedad de 33 mil años. 
Con la llegada de los primeros habitantes comenzó la Etapa Lítica —correspondiente con el período paleoamericano— durante el cual los grupos humanos eran nómadas, sobrevivían de la recolección, la cacería y la pesca y contaban con una tecnología lítica que fue mejorándose constantemente a lo largo de milenios. De esta época data la invención del molcajete, el metate y otros instrumentos asociados al aprovechamiento de las semillas; así como el desarrollo de armas de sílex y obsidiana entre las que destacan las puntas Clovis, que supusieron un gran adelanto tecnológico por su eficacia.
La interacción de diversos factores ambientales, sociales y culturales fue uno de los elementos que tomaron parte en la diversificación de las sociedades indígenas que vivieron en lo que actualmente es México. Un hito fundamental en este proceso fue el descubrimiento de la agricultura, que tuvo lugar entre los años 8000 y 2000 a. C. La domesticación de diversos vegetales —como la calabaza (Cucurbita sp.), el maíz (Zea mays), el frijol (Phaseolus vulgaris) y el chile (Capsicum annuum), entre otros— supuso condiciones que propiciaron la sedentarización humana en el sur del actual territorio de México y América Central.
De acuerdo con la propuesta de algunos antropólogos y arqueólogos como Julian Steward y Paul Kirchhoff, las sociedades prehispánicas de México forman parte de tres grandes áreas culturales. El norte de México, aproximadamente hasta la línea del trópico de Cáncer, se encontraban los pueblos nómadas organizados en formaciones sociales poco complejas. Esta gran área  cultural es llamada Aridoamérica, y se extiende hacia los Estados Unidos por el territorio de Texas, las Montañas Rocosas y California. De estos pueblos se conservan escasos testimonios, pero de ninguna manera debe pensarse que carecían de cultura. 
En el sur de México y el noroeste de América Central se desarrolló la civilización mesoamericana. Mesoamérica fue un mosaico étnico y lingüístico compuesto por pueblos que compartían varios rasgos culturales, entre ellos la formación estatal, la arquitectura monumental, la escritura, el uso de calendario civil y ritual, y una economía basada en la agricultura del maíz. Las culturas mesoamericanas son las mejor conocidas del México prehispánico porque la evidencia arqueológica de su desarrollo ha sido investigada más intensivamente que en el caso de las otras áreas. Se toma generalmente como hito inicial de la historia mesoamericana la invención de la cerámica, que ocurrió aproximadamente alrededor del año 2500 a. C. La conquista y colonización española supuso el fin de esta civilización, y los pueblos mesoamericanos fueron sometidos desde entonces a un proceso de aculturación que prosigue en la actualidad.
Oasisamérica es la tercera de las superáreas culturales del México , formada por la progresiva sedentarización de algunos pueblos aridoamericanos en el noroeste de México y la Gran Cuenca del suroeste de los Estados Unidos. Los pueblos de la región oasisamericana tuvieron una relación muy intensa con Mesoamérica desde épocas muy antiguas, pero fue alrededor del siglo VII de la era cristiana cuando se establecieron las comunidades sedentarias y la organización social compleja que las caracterizó. Los oasisamericanos también eran pueblos agricultores, pero solo unos pocos cultivos fueron domesticados por ellos, entre ellos el frijol tépari (Phaseolus acutifolius). Una mezcla de factores ambientales adversos y la crisis social propició la ruina de las civilizaciones oasisamericanas, en algunos casos antes de la llegada de los españoles.
La historia de las sociedades que vivieron en el México prehispánico básicamente es conocida a partir de la investigación arqueológica por varias razones. En primer lugar, porque no todos los pueblos habían desarrollado la escritura, que es uno de los rasgos que distinguen a Mesoamérica del resto de las culturas y civilizaciones americanas. En segundo lugar, porque cuando se retomó el interés en sus registros escritos —monumentos, estelas, códices, cerámica— se había olvidado el modo de leerlo, por lo que hubo que esperar a los avances en el campo de la arqueología, la historiografía y la lingüística para poder interpretarlos. Finalmente, porque muchos documentos indígenas fueron destruidos en las primeras décadas después de la Conquista.  
A los escasos registros documentales y los descubrimientos arqueológicos se suman los documentos escritos después de la Conquista. Estos registros comprenden las crónicas de conquistadores y evangelizadores, la investigación realizada por algunos clérigos con información de personas que vivieron en la época precolombina, la obra de autores indígenas que aprendieron a escribir en el alfabeto latino y los códices históricos que emplearon algunas comunidades indígenas para reclamar la posesión legítima de sus tierras al rey de España.

## Etapa Lítica

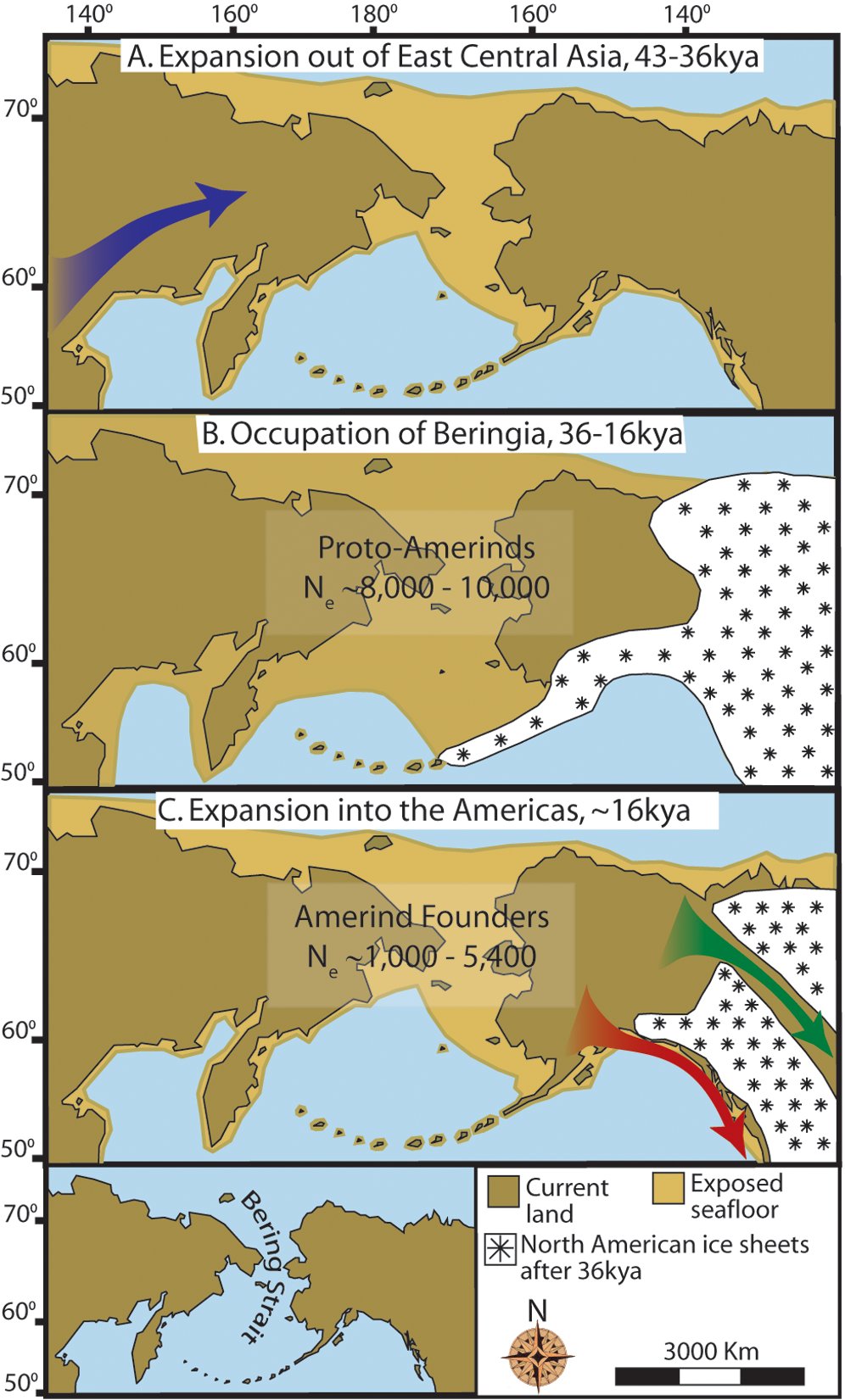
Posibles rutas migratorias de Beringia a América, de acuerdo con la hipótesis del poblamiento tardío.

### Poblamiento de América
La historia de México empieza con la llegada de los primeros seres humanos al territorio que actualmente corresponde a ese estado nacional. El momento en que esto ocurrió y los procesos históricos que le sucedieron es objeto de debate. En comparación con otras épocas de la historia prehispánica del país, las fases que antecedieron a las sociedades sedentarias de Mesoamérica han sido poco exploradas, lo que algunos autores atribuyen a que la arqueología mexicana —desarrollada en el marco de una relación muy cercana al Estado posrevolucionario— se concentró desde sus inicios a la exploración de zonas de monumentos arquitectónicos. Por esta razón, son pocos los datos y la evidencia arqueológica correspondiente a esos años, y todos son motivo de controversia.

#### Incertidumbre sobre el origen de los indígenas americanos
El poblamiento de México está indisolublemente ligado con el poblamiento de América, que también sigue siendo ampliamente debatido por los especialistas. Las propuestas en torno al origen de los pueblos amerindios se dividen en dos grandes categorías. La que cuenta con mayor aceptación es la hipótesis Clovis o teoría del poblamiento tardío, por ser la que cuenta con mayor evidencia de apoyo y con menos objeciones en cuanto a su fechamiento. La teoría del poblamiento tardío fue formulada por especialistas de las universidades estadounidenses, y básicamente señala que los seres humanos llegaron a América a través de Beringia alrededor 13 500 años AP. Algunos grupos llegarían a desarrollar la cultura Clovis —cuyo marcador más emblemático es la punta del mismo nombre, llamada en memoria del sitio epónimo en Nuevo México— y se convertirían en el origen de todas las industrias líticas indígenas posteriores.
El hallazgo posterior de evidencias más antiguas de la presencia humana en América generó una controversia con los defensores de la hipótesis Clovis. Desde el punto de vista de estos especialistas, el poblamiento de América fue un proceso de una antigüedad mucho mayor, como mostraban los descubrimientos en sitios de América del Sur como Pedra Furada (Brasil) y Monte Verde (Chile), a los que se atribuyó una antigüedad aproximada de 32 000 y 40 000 años. El caso de Monte Verde, al que los fechamientos más conservadores dan una antigüedad de 14 500 años y cuyos materiales no guardan ninguna semejanza con la cultura Clovis, ha servido como apoyo indiscutible de la teoría del poblamiento tardío —cuyas bases son anteriores a los propios descubrimientos en Chile— y abrió la puerta para la considerar seriamente rutas migratorias distintas a la del puente de Beringia.
La ruta migratoria de Beringia es incontrovertible, aunque el momento en que los humanos pasaron por ella sea motivo de discusión. Apoyan esta teoría no sólo los materiales arqueológicos, sino también la evidencia genética y probablemente la evidencia lingüística. Si bien se había propuesto que los pueblos indígenas de América son producto de migraciones que ocurrieron en diferentes momentos de la historia, los trabajos de Luigi Cavalli-Sforza y otros genetistas permitieron demostrar que al menos ocurrieron tres grandes movimientos migratorios desde Asia a América. El más antiguo corresponde a los amerindios, que conforman el grupo de pueblos más numeroso de los indígenas americanos. Los orígenes de este grupo probablemente se ubican en La segunda oleada corresponde a los pueblos de habla na-dené, que se asentaron principalmente en la región subártica de Canadá y llegaron en migraciones posteriores hasta el actual territorio de México, donde se encuentran extintos desde el siglo XIX. Los avances en la lingüística sugieren una relación entre los pueblos de lenguas na-dené con los yeniseicos de Siberia central, pero esta posible relación todavía requiere más evidencia de apoyo antes de considerarse completamente demostrada. La última migración asiática fue la de los esquimales, que ocupan las costas de Alaska y el océano Glacial Ártico.
Otras rutas propuestas para la llegada de los humanos a América se basan en evidencia arqueológica o en suposiciones a partir de los hallazgos disponibles. La hipótesis solutrense considera una relación formal entre la tecnología lítica de la cultura Clovis con la tecnología europea del período Solutrense (22 000-17 000 AP). Sin embargo, no hay evidencia consistente que muestre la posibilidad de un contacto tan temprano entre Europa y América, por lo que se considera una propuesta desechada. Otra hipótesis sostiene que pudo ser posible una migración hacia América del Sur desde Polinesia, apoyada en las semejanzas entre algunos vocablos de las lenguas andinas y malayopolinesias y en el hallazgo de restos precolombinos de gallinas en Chile. Aunque estas hipótesis no se descartan entre sí y pueden ser complementarias a la ruta de Beringia ampliamente demostrada, aun requieren mayor investigación.

#### Poblamiento de México
En el caso de la antigüedad de los humanos en México, la obra de referencia es la investigación de José Luis Lorenzo. En 1967 publicó La etapa lítica en México, texto en el que plantea una propuesta de reconstrucción de la historia más antigua del país con base en ciertos hallazgos arqueológicos que fueron dados por buenos en su momento pero que han generado polémica. De acuerdo con Lorenzo, la Etapa Lítica comienza alrededor del año 35 000 AP, con la llegada de los primeros seres humanos a México. Los indicadores más antiguos de esta presencia que fueron considerados por el autor corresponden a El Cedral, donde se encontraron restos de mamuts colombinos y equinos (Equus sp.) que tienen muestras de haber sido ingeridos por seres humanos. Los restos pertenecen a varios horizontes arqueológicos distintos, el más antiguo fue fechado por radiocarbono entre 30 000 y 21 000 AP y el más reciente entre 10 000 y 8000 AP. Otros sitios que Lorenzo consideró para sustentar su propuesta son la cueva del Diablo (Tamaulipas), Teopisca (Chiapas) y Santa Lucía y Tlapacoya (estado de México). 
La propuesta de José Luis Lorenzo sigue siendo la base sobre la que se escribe la historia más antigua de México. Ha sido retomada en otras obras de consulta básica como la Historia general de México, coordinada por Daniel Cosío Villegas; o en El pasado indígena, de Alfredo López Austin y Leonardo López Luján. Algunos autores como Christian Duverger han criticado la extraordinaria antigüedad que los arqueólogos mexicanos han concedido a los testimonios del proceso de poblamiento de México, y afirman que se trata de especulaciones que obedecen a necesidades ideológicas y no a datos concretos. Duverger es partidario de la postura Clovis primero, y por ello sostiene que no hubo condiciones físicas que pudieran haber permitido la llegada de los humanos a América antes de 13 500 AP. En cambio, otros autores igualmente críticos hacia el trabajo de Lorenzo afirman que, dados los nuevos descubrimientos en América del Sur, no se debe descartar la posibilidad de que México haya sido poblado antes de 12 000 AP, aunque para demostrarlo hace falta mucha investigación y encontrar la evidencia arqueológica que soporte esa cuestión.
En ese sentido, la evidencia más antigua y libre de controversia —en parte por no constituir una prueba en contra de la teoría del poblamiento tardío que predomina en la paleoantropología de América— han sido fechados antes de 12 000 AP. Se encuentran entre ellos los mamuts de San Miguel Tocuila, de 11 000 AP y los restos de Tlapacoya XVIII, fechados alrededor del año 10 000 AP.

### Períodos de la Etapa Lítica

Sitios del Arqueolítico en México.

Yacimientos arqueológicos del Cenolítico Inferior en México.

Yacimientos arqueológicos del Cenolítico Superior en México.

La Etapa Lítica se denomina de esta manera porque es la época en la que se desarrollan las industrias que permitieron la confección de herramientas de piedra a través de las cuales los humanos aprovechaban los recursos que estaban disponibles mediante el forrajeo, la cacería y la pesca. Esto no quiere decir que la piedra fuera el único material que aquellos grupos humanos conocieron, sino que este fue el que mejor resistió el paso del tiempo y del que quedan más evidencias. El período comienza con la llegada de los humanos a México y concluye aproximadamente con el descubrimiento de la cerámica y la diversificación entre las culturas mesoamericanas y aridoamericanas. 
De acuerdo con el trabajo de José Luis Lorenzo, la Etapa Lítica mexicana se divide en tres grandes períodos, que son el Arqueolítico, el Cenolítico y el Protoneolítico. El primero de ellos corresponde a la época anterior a 14 000 AP, época en la que han sido fechados la mayor parte de los controversiales hallazgos pre-Clovis en territorio mexicano. Los otros dos períodos cuentan con mayor evidencia e información, pero en general, como se dijo antes, es muy poco lo que se conoce de este amplio período de la historia de México.

#### Arqueolítico
Dos de los sitios excavados por Lorena Mirambell en el cerro de Tlapacoya cuentan con materiales que han sido fechados antes de 13 000 AP. En Tlapacoya I se encontraron los restos de una fogata asociada a unas hojas de obsidiana y otras piedras. Los restos de esta fogata fueron fechados en 24 000 ±4000 AP. En la segunda trinchera de este sitio se encontraron restos óseos y de otras fogatas, fechados en 21 700 ±500 AP; así como restos de fauna extinta hace más de 22 mil años. En Tlapacoya II se encontró un tronco de un árbol con una hoja de obsidiana incrustada. El árbol fue fechado en 23 150 ±950 AP. Otros arqueólogos se muestran renuentes a considerar válidos los hallazgos de Tlapacoya, y atribuyen la asociación del hogar y su forma circular, la obsidiana y los restos orgánicos a factores ambientales como la acción de otros animales, la mecánica del suelo y los flujos acuáticos en este lugar que estuvo en la orilla del lago de Chalco. Sin embargo, también resulta poco plausible que todos estos elementos se encuentren en el mismo contexto debido a factores no culturales.

#### Cenolítico

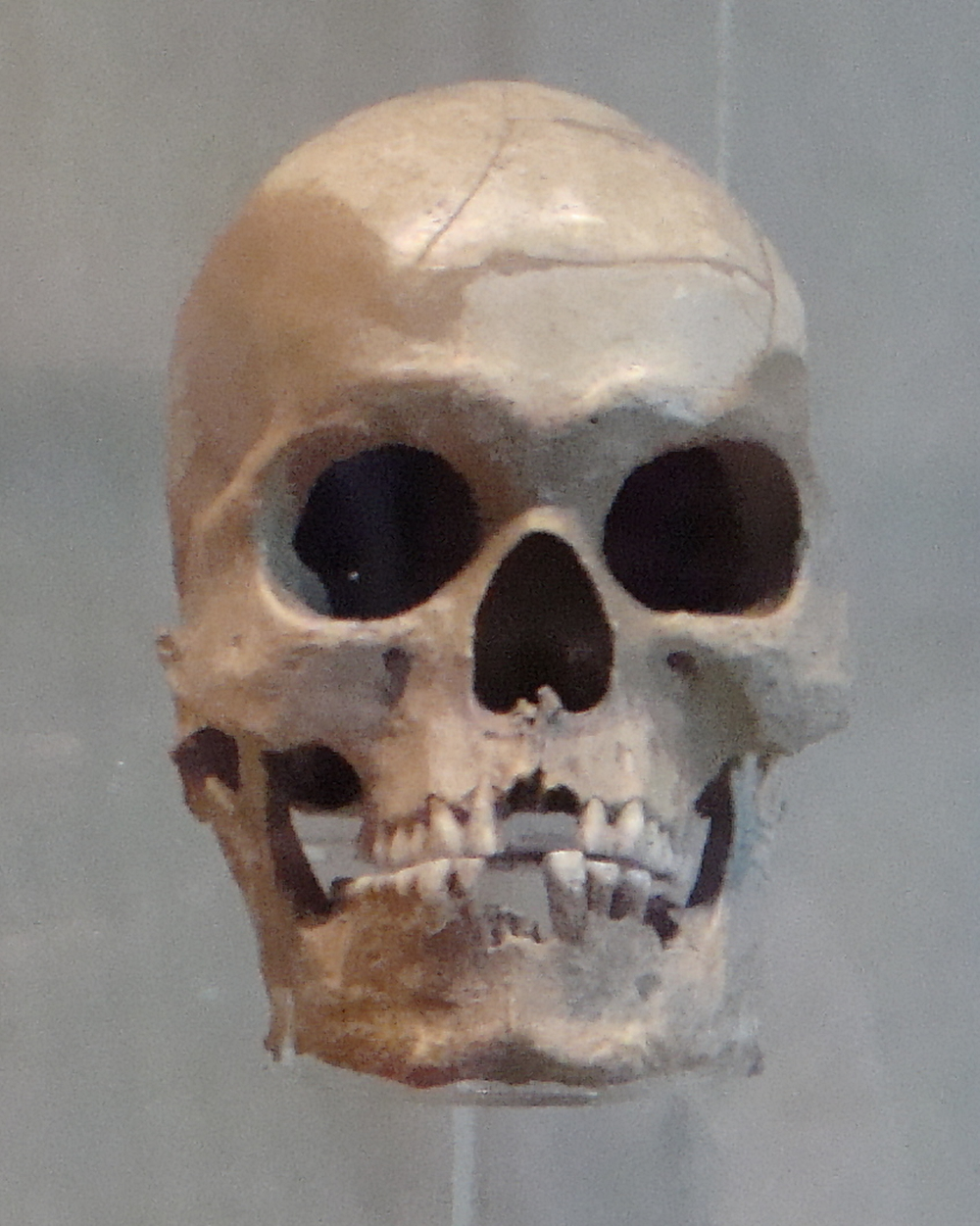
Cráneo de la cueva de Coxcatlán.

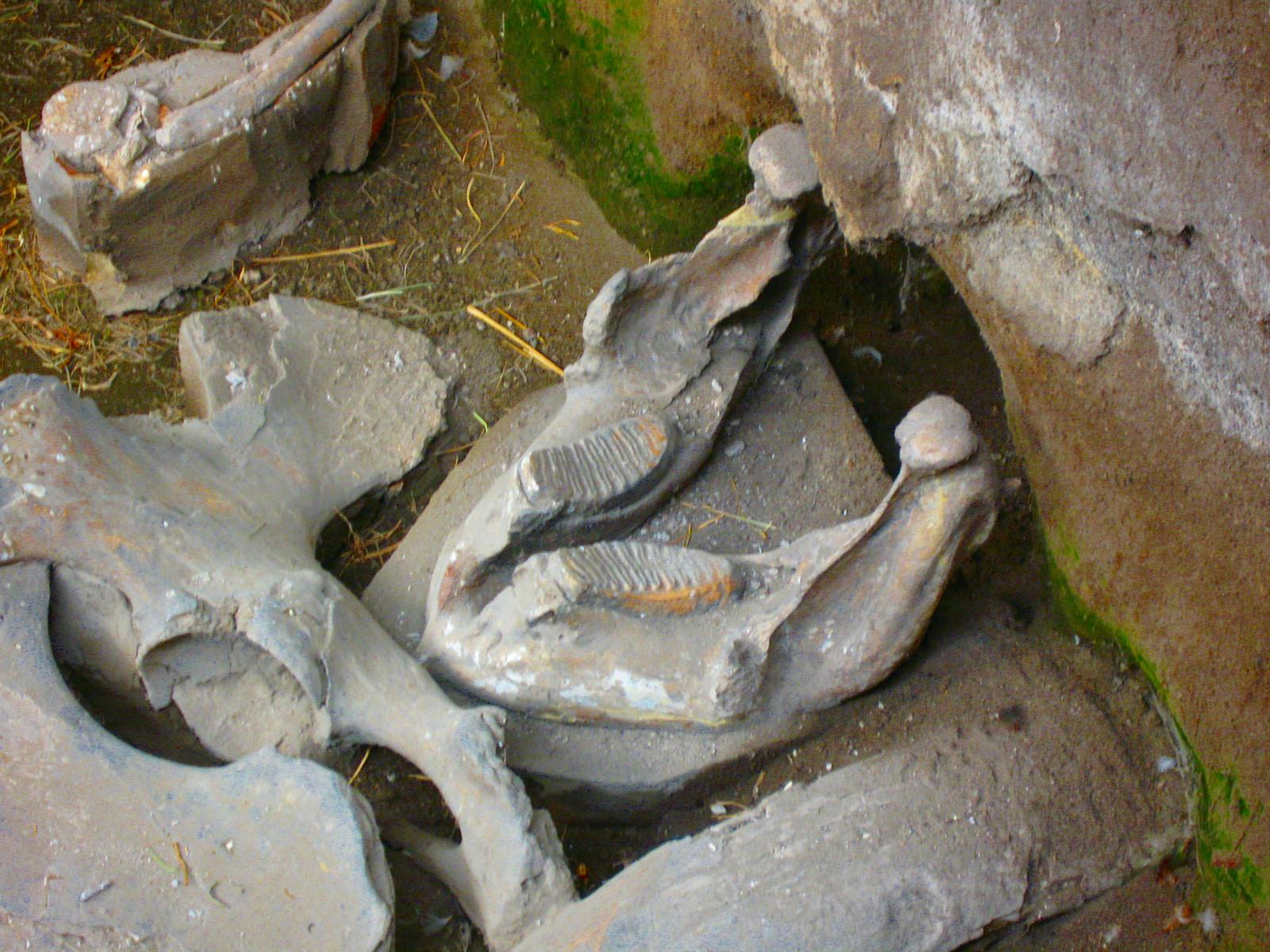
Mandíbula de mamut colombino en San Miguel Tocuila.

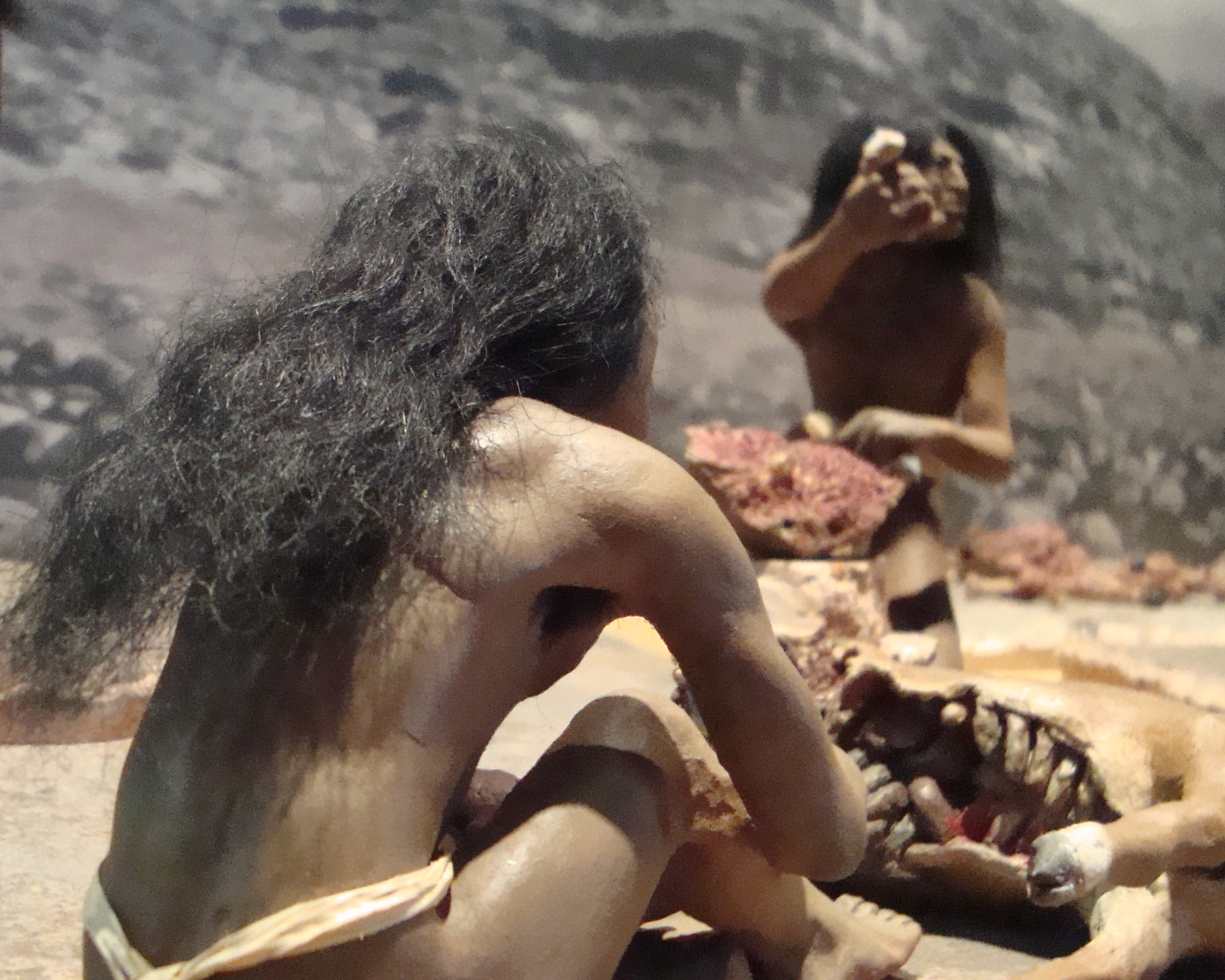
Recreación de la vida en Tlapacoya durante el Cenolítico

El Cenolítico comienza alrededor del año 14 000 AP (milenio XII a. C.). A diferencia de los yacimientos arqueológicos correspondientes al Arqueolítico, los sitios del período Cenolítico presentan restos de puntas líticas de proyectil que irán evolucionando a lo largo del tiempo con poca celeridad. Las más representativas al inicio de este período son las puntas Clovis, que toman su nombre de un yacimiento en Nuevo México pero que en realidad se encuentran presentes en gran parte de América del Norte. El período se divide en dos fases: el Cenolítico Inferior, que abarca de 14 000-9000 AP (milenios XII al VII a. C.) y el Cenolítico Superior, desde 9000 hasta 7000 AP (milenios VII al V a. C.).
La transición entre el Arqueolítico y el Cenolítico está marcada por la introducción de nuevas técnicas para la confección de herramientas. Mientras que en el Arqueolítico éstas se producían mediante la percusión de piedra contra piedra, en el Cenolítico se introdujeron la percusión con objetos más suaves de madera y piedra, el tallado y la aplicación de presión que permitía desbastar la base en pequeñas astillas para producir bordes más filosos y finos. Como resultado de estas innovaciones tecnológicas, el repertorio de herramientas disponibles en las culturas paleoamericanas aumentó significativamente para incluir raspadores, cuchillos y puntas de proyectil. Se ha encontrado evidencia de la transición al Cenolítico en algunos sitios como El Riego y Coxcatlán, en Puebla; Guilá Naquitz en Oaxaca; Ocampo, en el estado de Tamaulipas y cueva Espantosa en Coahuila.
Algunas de las tradiciones líticas más representativas de este período son la cultura Clovis y las tradiciones Folsom y Lerma, a las que más tardíamente se añadió la tradición paiján. La cultura Clovis —también conocida como cultura llano— es un complejo tecnológico que al parecer se originó en el suroeste de los actuales Estados Unidos. Se difundió en el Cenolítico Inferior por una amplia región de América del Norte y Centroamérica. En México una gran concentración de yacimientos correspondientes a esta tradición se encuentra en el noroeste, aunque hay sitios más sureños como San Juan Chaucingo (Tlaxcala).     
En el Cenolítico Inferior, grupos nómadas habitaban el territorio de México, subsistiendo principalmente de la cacería, como muestra la gran cantidad de puntas de proyectil que han sido fechadas en esta época. Estos grupos se especializaban en la caza de especies menores, aparentemente la megafauna del Pleistoceno sólo se aprovechaba cuando ya estaba muerta o en situaciones de alta vulnerabilidad. En esta época los vegetales aprovechados por los humanos ya incluía a los ancestros silvestres del maíz y del aguacate.
Varios cambios en la tecnología y otros elementos de la cultura material asociados a las extinciones masivas de la megafauna al final del Pleistoceno marcan la transición hacia el Cenolítico Superior, que abarca aproximadamente del año 7000 al 5000 a. C. La desaparición de especies animales relevantes para la supervivencia humana en esa época no fue un proceso súbito, sino el producto del cambio climático global y la cacería. En América del Norte desaparecieron especies como el mamut colombino, el perezoso, el mastodonte, los equinos y los camélidos. Esta situación motivó una modificación en las formas de supervivencia y, por lo tanto, modificaciones en la tecnología y en la cultura material.
La base de la economía de los paleoamericanos durante el Cenolítico Superior consistió en la caza de especies menores. En las costas se intensificó la explotación de moluscos, crustáceos y otras especies marinas. Quedan notables testimonios de estas prácticas alimenticias en la costa de Chiapas, correspondiente a la tradición costera del Pacífico; y en la península de California, donde se desarrolló la cultura de Las Palmas. En el interior del país se intensificó la cacería de pequeñas especies, que ya había sido importante a lo largo de los períodos anteriores. Sin embargo, la recolección tomó un papel preponderante con el paso del tiempo, particularmente aquellas especies como el mezquite (Prosopis juliflora) con alto contenido de harina, y otras gramíneas que se incorporaron como parte importante de la dieta.
Por ello, la economía se reorientó hacia la recolección y la caza menor. La consecuencia de este cambio en el modo de subsistencia propició el desarrollo de tecnologías destinadas al procesamiento de los vegetales. Algunos instrumentos inventados en el Cenolítico Superior , como el molcajete y el metate, son de uso cotidiano en México.

#### Protoneolítico o protoagrícola.

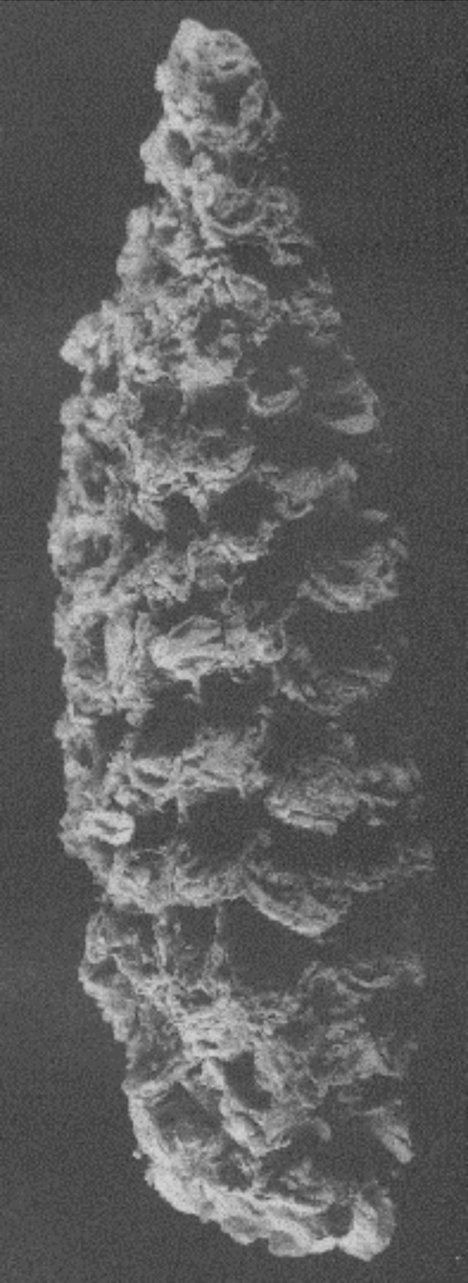
Maíz fósil

Protoneolítico: se entreteje en el tiempo con el período anterior, pues va del año 5000 a. C. al 2500 a. C., y está relacionado con el desarrollo de una agricultura incipiente en ciertas áreas de México, especialmente en el valle de Tehuacán, la zona Occidente de Jalisco y la región Cuenca del Balsas, donde algunos autores consideran que tuvo lugar la domesticación del maíz. Esta revolución tecnológica propició el desarrollo de nuevos instrumentos, con un mejor acabado respecto de los anteriores, en virtud de un mayor dominio de las técnicas de labrado de piedra. A lo largo de este periodo, la agricultura se convertirá poco a poco en el principal medio de subsistencia para el área mesoamericana, con lo cual la historia precolombina de México seguiría caminos diferentes entre Mesoamérica y Aridoamérica.

### Descubrimiento de la agricultura
Las razones por las cuales ocurrió la transición entre las sociedades de recolectores-cazadores a las agrícolas sedentarias no han sido bien establecidas. Algunos autores señalan que probablemente se produjo por incapacidad del sistema económico de apropiación directa de los recursos naturales para sustentar a una creciente población. Sin embargo, no se han encontrado indicios de un aumento demográfico importante al debutar el periodo protoneolítico.
Lo que se sabe es que en ciertas regiones de la futura Mesoamérica, incluso en el desierto tamaulipeco, se han localizado puntos de ocupación humana prolongada por milenios; algunos de los cuales están relacionados con el desarrollo de ciertos cultivos. Por lo tanto, el descubrimiento de la agricultura en México debió ocurrir en varios núcleos, a partir de los cuales se difundió a otras regiones.
Los cultivos más antiguos de México debieron ser el guaje y la calabaza, cuyos restos más antiguos datan del final del periodo Cenolítico superior. Más tarde se domesticaron el frijol, maíz, maguey, nopal, yuca, jitomate, aguacate, amaranto, chile, zapote, ciruela y algodón. Tiene especial importancia la agricultura del maíz, base de la civilización mesoamericana. Nuevos fechamientos de los restos encontrados en Coxcatlán y Las Abejas, en el valle de Tehuacán, arrojan el dato del año 3000 a. C. durante el cual se dio la generación de la especie Zea mays, a partir de Zea mexicana (teocintle), que habría ocurrido en la cuenca de México. Sin embargo, no debemos olvidar la disputa sobre el origen del maíz, al cual ciertos investigadores lo atribuyen más bien de procedencia andina.
Algunos restos arqueológicos hallados en el Valle de México hacen suponer que ya desde el año 7000 a. C. al 5000 a. C., sus antiguos pobladores fueron capaces de domesticar algunas especies de plantas comestibles, tales como el chile, aguacate y calabaza (la especie Cucurbita mixta).
Hay hipótesis de que pequeños grupos reunidos en pocas decenas de personas, llevaban a cabo labores de agricultura, mantenían el terreno libre de matorrales, cuidaban el crecimiento y daban atenciones necesarias a las plantas a fin de obtener sus frutos. Esta actividad trajo como consecuencia que estas plantas ya no fueran capaces de reproducirse por sí solas.
Durante la etapa conocida como horizonte Protoneolítico (5000 a. C. al 2500 a. C.), se domesticaron otras especies, como el guaje, frijol, zapote blanco, zapote negro y maíz, todas ellas de gran relevancia para los pobladores del Valle de México. En particular el maíz (Zea mexicana), o teosinte, es resultado de diversas manipulaciones que nos permiten aprovechar las actuales mazorcas de hasta 20 centímetros.
A finales del Protoneolítico, los primitivos grupos de cazadores se vuelven agricultores y deben cuidar sus sembradíos.

## Aridoamérica

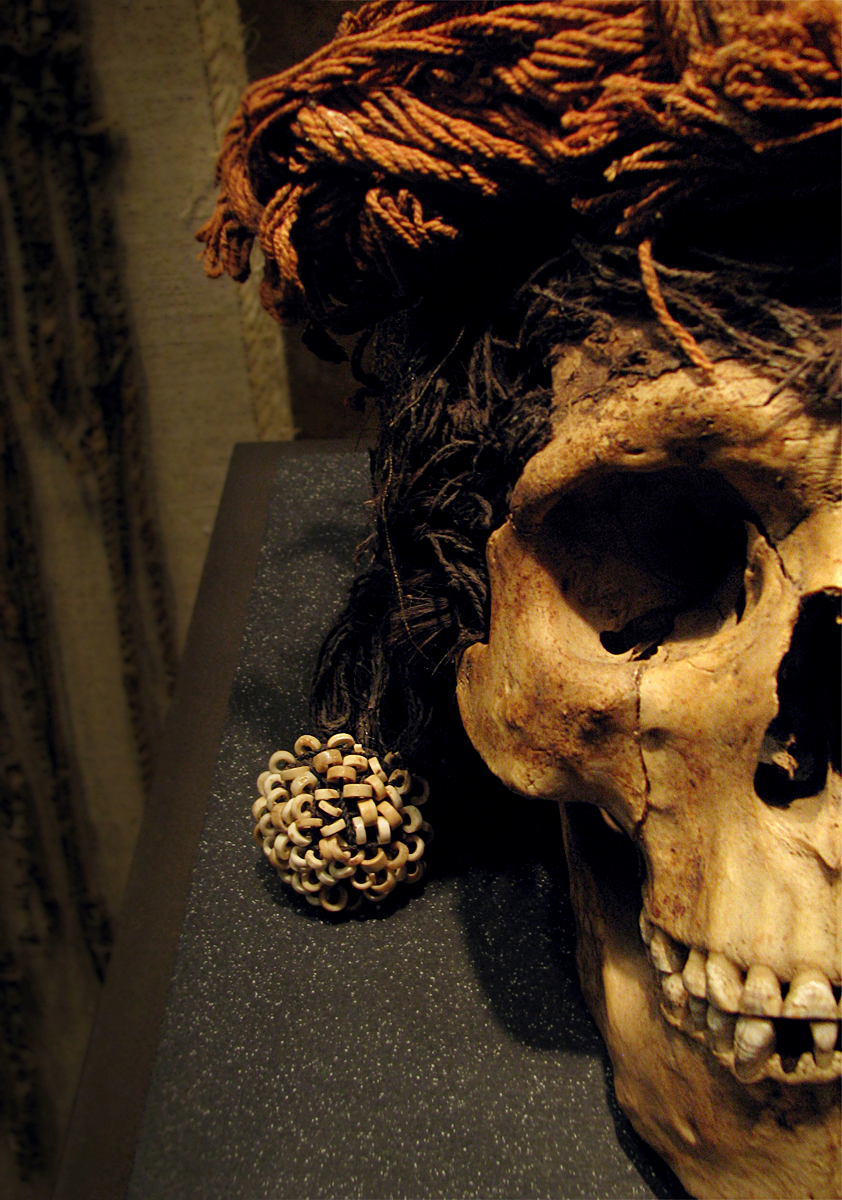
Detalle del cráneo de la cueva de La Candelaria.

El desarrollo de las culturas agrícolas de Mesoamérica es tomada como el hito histórico que marca la separación de esta superárea cultural con respecto a Aridoamérica, ocupada por pueblos cazadores-recolectores nómadas. Esto, como se expuso en el apartado anterior, ocurrió aproximadamente en el año 2500 a. C.
El primero que empleó este término fue Paul Kirchhoff en 1954. Para diferenciar a los aridoamericanos de otros pueblos vecinos como los mesoamericanos y los indios de las praderas, Kirchoff distinguió los caracteres económicos (pueblos dedicados a la recolección de vegetales que combinaban de modo secundario con caza) y patrones de residencia (poblaciones nómadas) peculiares de la superárea. Incluyó en ella, además, a los pueblos recolectores y pescadores que tenían una agricultura poco desarrollada (como los pueblos de la sierra de Tamaulipas).
El paisaje aridoamericano es sumamente variado. Se extiende por planicies, montañas muy escarpadas, costas y mesetas. La vegetación y la fauna son igualmente diversas. Esto propició una fragmentación de las prácticas culturales, orientadas a la explotación eficiente de los recursos disponibles. Por ello, mientras los indios californianos disponían de madera y otros productos del bosque, los pueblos del desierto pasaban penurias en tiempos de crisis prolongada que incluso los llevaba a comer tierra o cortezas para engañar el hambre.
Kirchoff también propuso una división de Aridoamérica (que algunos autores llaman Gran Chichimeca) en áreas culturales para facilitar su estudio. Las regiones distinguidas por Kirchoff son las siguientes:
- Centro y Sur de California
- Gran Cuenca
- Noroeste de Arizona
- El Sur de Texas
- Apachería
- Norte de Oaxaca
- Baja California
- Costa de Sonora

## Oasisamérica

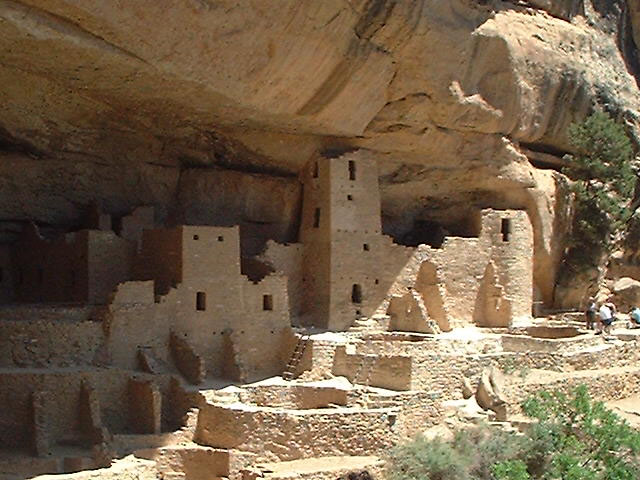
Sitio de Mesa Verde (Colorado), perteneciente a la cultura anasazi. Anasazi es una palabra que en idioma navajo significa los ancestros. Se supone que los actuales indios pueblo serían descendientes de los portadores de esta cultura.

Oasisamérica fue la última de las superáreas culturales del México precolombino en desarrollarse. Es resultado de un lento proceso de introducción de las técnicas agrícolas de sus vecinos del sur los mesoamericanos. La antigüedad de la agricultura oasisamericana es debatida, pues los indicios más antiguos, encontrados en Bat Cave, Nuevo México, parecen tener entre 5000 y 3500 años de antigüedad.
Uno de los factores del tardío desarrollo de la agricultura en esta región es la carencia de agua. De hecho, nace en el corazón desértico de Aridoamérica, en los extensos territorios de Chihuahua y Sonora (México), y en Arizona, Nuevo México, Nevada, Colorado y Utah, en el suroeste de los Estados Unidos.
Fueron muchos los pueblos que habitaron la región. Por su origen lingüístico pueden ser agrupados en hablantes de taracahita, tanoano, hokano y yuto-nahua. Con base en esta diferencia lingüística y ciertas características culturales, Kirchoff estableció una división en siete áreas culturales. Con el avance de las indagaciones arqueológicas en Oasisamérica, en la actualidad se suelen considerar cinco áreas diferenciadas: Fremont, Patayana,  Anasazi, Hohokam y Mogollón. De estas, las más importantes son las últimas tres, y las otras dos son periféricas y más tardías.

## Mesoamérica

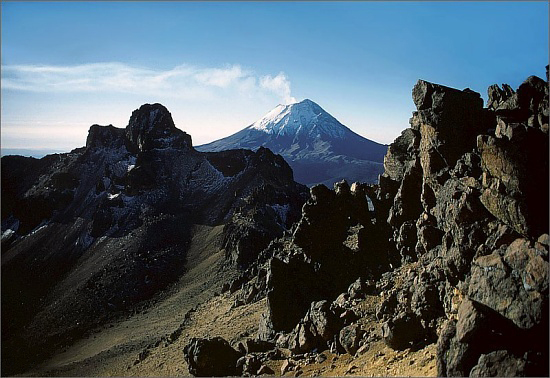
Volcán Popocatépetl, Puebla. Este volcán domina el paisaje del valle de México, corazón del área mesoamericana y uno de los puntos más altos de la región.

El término fue propuesto por Paul Kirchhoff, en virtud de que las culturas antiguas de los que hoy es México no pueden estudiarse desde el enfoque geográfico de la actualidad. México como formación política nace en el año 1810, con la declaración de independencia. Antes de la llegada de los españoles, el territorio estaba repartido entre más de un centenar de pueblos, muchos de ellos extintos ya. A pesar de la fragmentación política, algunos autores (como el mismo Kirchoff, Christian Duverger, y antes que ellos, Alfred Kroeber) notaron que los pueblos que se asentaron al sur de los ríos Fuerte y Pánuco compartían un conjunto de prácticas culturales que los unificaba.
Entre otras cosas, la subsistencia a base de maíz, la tecnología neolítica, los sacrificios humanos con fines rituales, la construcción de centros ceremoniales y la mitología común, la numeración vigesimal y la importancia de la cuenta del tiempo, son todos ellos elementos que la mayor parte de los autores consideran como parte de lo que Duverger llama "sustrato común de Mesoamérica".
Existe un acuerdo generalizado sobre la ubicación de Mesoamérica en la mitad sur de México (a partir de los ríos Sinaloa y Moctezuma-Pánuco) y una parte de América Central que incluye Guatemala, El Salvador, y el occidente de Nicaragua, Honduras y Costa Rica. No es una entidad geográfica estática a lo largo de sus 4 mil años de existencia. Sus fronteras, y en especial, la frontera norte, se contrajeron o expandieron en el transcurso de su historia, y alcanzaron su límite máximo en el Período Clásico, con el desarrollo de ciudades relacionadas con Teotihuacán en la planicie central mexicana.

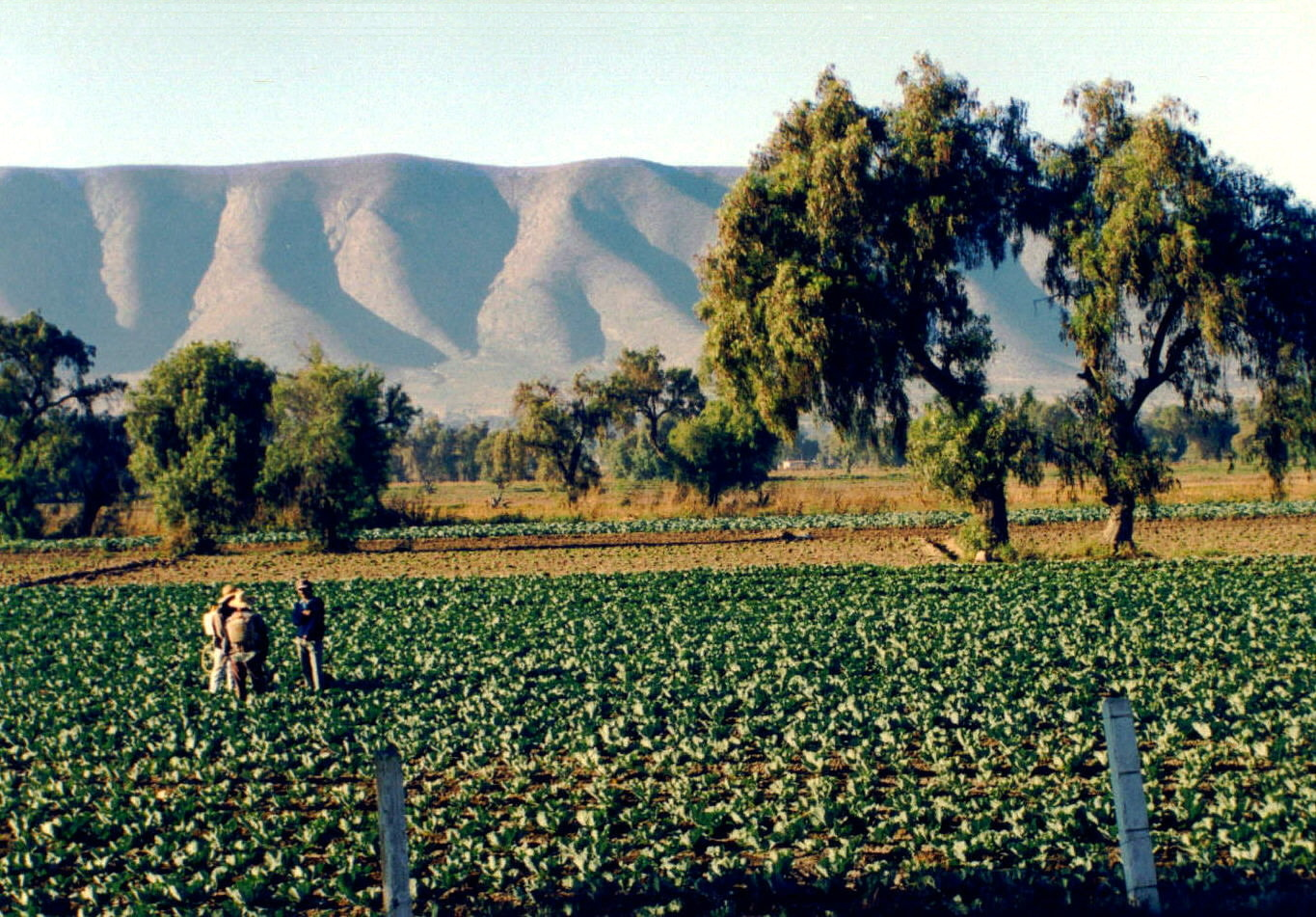
El valle de Puebla.

Por lo tanto se trata de un área con una geografía sumamente diversa, en la que el norte es más o menos seco, y el sur adolece exceso de lluvias. La vegetación y la fauna cambian no sólo en función de la latitud, sino también de la altitud variable de la abrupta orografía del territorio. Al cabo de unas decenas de kilómetros es posible pasar de un clima de alta montaña a la sequedad de los valles centrales de Puebla y México.
En el contexto de la diversidad ecológica descrita anteriormente se desarrollaron las culturas mesoamericanas. Si bien, el medio contribuyó a la diversificación inicial de los primeros habitantes de Mesoamérica (que comenzaron a especializarse en ciertas actividades económicas acordes con los recursos disponibles de su entorno), los pueblos se vieron integrados en un proceso civilizador único que adquirió características regionales. Por ello los arqueólogos dividen Mesoamérica (con fines analíticos) en las siguientes áreas culturales:
- Guerrero: Ocupa aproximadamente el territorio del estado del mismo nombre, en el sur de México. De esta zona proceden los vestigios más antiguos de cerámica, que marca el inicio aproximado del inicio de la civilización mesoamericana.
- Occidente de México: Ocupa los actuales estados de Michoacán, Colima, Sinaloa y Nayarit, y parte de Jalisco. Aquí se desarrollaron, entre otras, las culturas Capacha (la más antigua de Mesoamérica), la Tradición de las tumbas de tiro y la cultura tarasca.
- Golfo de México: Ocupa la llanura costera del Golfo de México, y la región que en México se conoce como La Huasteca. Aquí se desarrolló la cultura olmeca, el complejo más influyente del Período Preclásico considerado cultura madre.

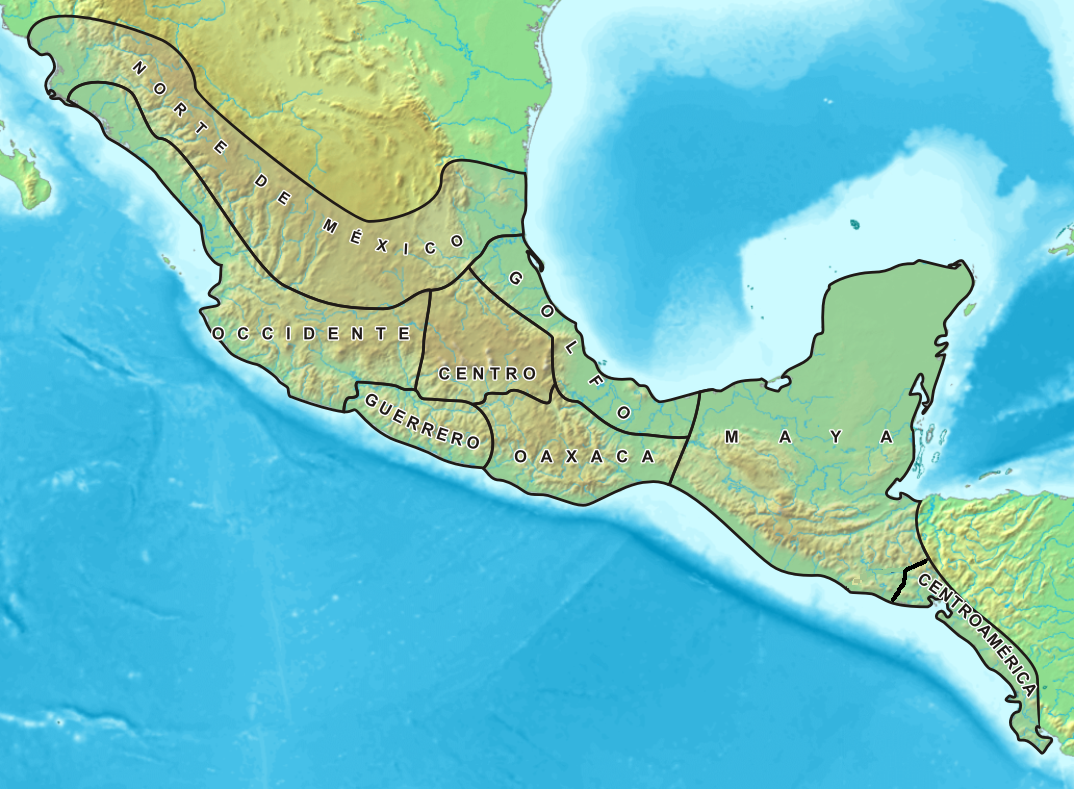
Mapa de las áreas culturales de Mesoamérica.

- Centro de México: Ocupa los valles de México, Puebla-Tlaxcala, Toluca, Tehuacán, Morelos y Mezquital, así como las montañas que los circundan. Fue el escenario de varias culturas muy conocidas de la antigüedad mexicana: Teotihuacán, tolteca y mexica.
- Oaxaca: En esta zona de montañas y valles se desarrollaron dos culturas con un desarrollo continuo milenario: la mixteca y la zapoteca.
- Área Maya: Ocupa la península de Yucatán y los territorios de Chiapas y el oriente de Tabasco en México, así como Guatemala, Belice y parte de El Salvador. No requiere mayor comentario: fue el escenario de la cultura maya.
- Norte de México: Son las tierras ubicadas al norte de los ríos Moctezuma-Pánuco, Lerma y Sinaloa. Se trata de una región que formó parte de Mesoamérica en la época del auge teotihuacano. A la caída de esta ciudad, fue ocupada por pueblos cazadores aridoamericanos.
- Centroamérica: Se trata de los territorios occidentales de Honduras, Nicaragua, Costa Rica y el oriente de El Salvador. Las culturas de esta región recibieron influencia de mesoamericana y chibcha, y en algunos lugares su ubicación en ambas áreas es problemática durante los períodos Preclásico y Clásico. Sin embargo, en el Período Posclásico, se integró plenamente en Mesoamérica a causa de las migraciones nicarao y pipil (nahuas).

## Horizontes culturales de Mesoamérica
La historia de Mesoamérica se divide en horizontes culturales o periodos. El nombre puede cambiar de acuerdo con los autores consultados, pero en general se acepta la división en tres grandes etapas, apuntadas someramente en los siguientes apartados del artículo. Se aclara que las fechas de conclusión de cada uno de los periodos también dependen del desarrollo histórico de cada cultura o área cultural.

### Cronología
Cronología de los grandes grupos culturales mesoamericanos de la época precolombina (las fechas son aproximadas y distintos autores discrepan en torno a ellas) hasta la conquista española.

### Período Preclásico (aprox. 2500a.C. - 300 d.C.)
El comienzo del Período Preclásico es definido casi siempre a partir de los inicios más antiguos de la fabricación de cerámica. Los más antiguos de ellos fueron encontrados en Guerrero, cerca de la localidad de Puerto Marqués, y se calcula que datan del año 2440 a. C.

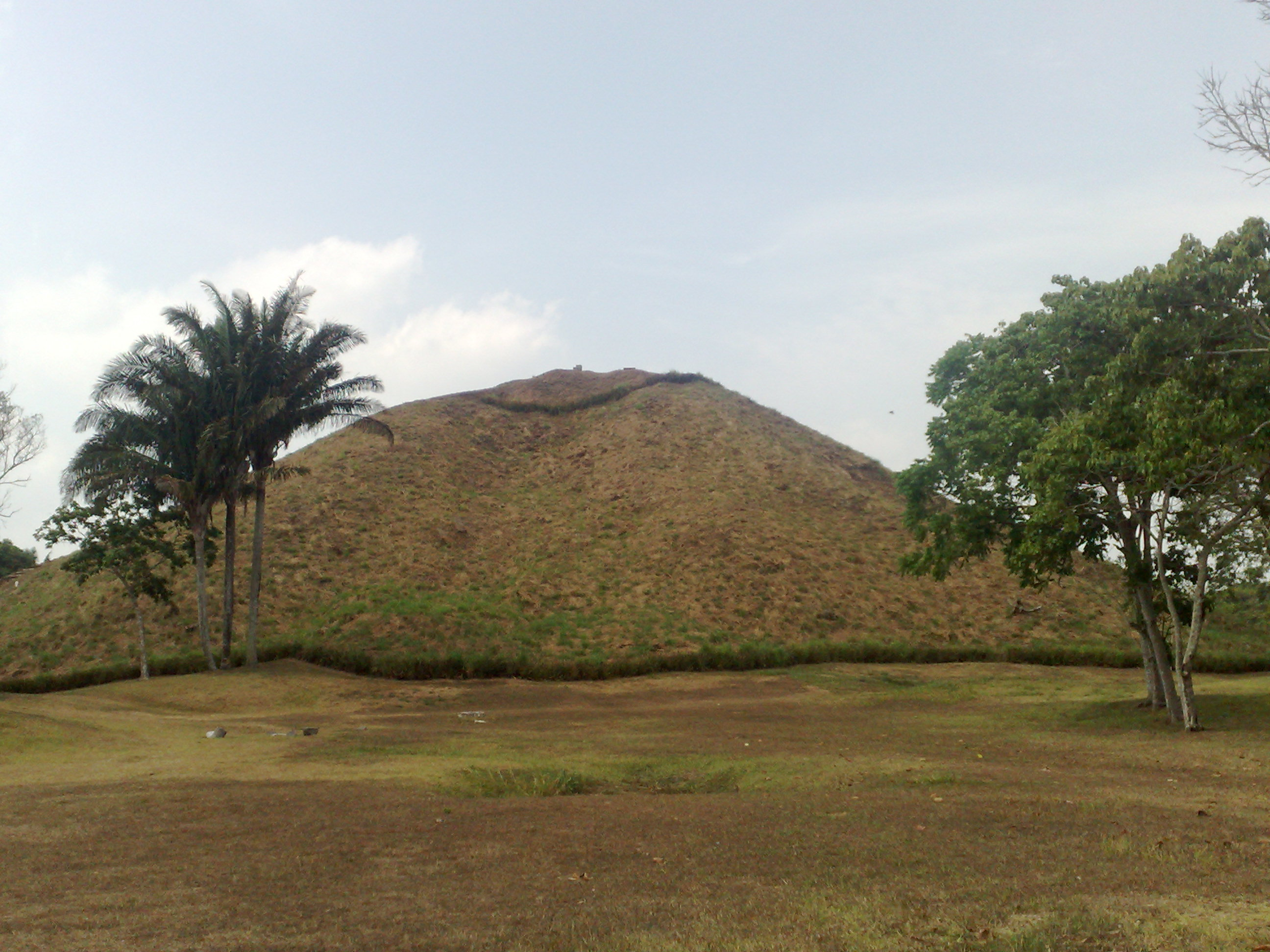
La pirámide de La Venta es la más antigua de Mesoamérica.

Los primeros 1300 años de este período son definidos como Preclásico Temprano. Se trata de una dilatada época en la que se van desarrollando lentamente los rasgos característicos de Mesoamérica. En este tiempo, los procesos de sedentarización y la práctica de la agricultura se hallan plenamente consolidados. No obstante, los mesoamericanos del Preclásico Temprano debían complementar sus actividades económicas con pesca, recolección y caza. La gente vivía en pequeñas aldeas de casas de barro, con una población reducida. Hacia el final de este horizonte algunas de ellas crecieron en población y llegarían a ser dominantes, como El Opeño en Occidente; Tlatilco, Coapexco y Chalcatzingo en el Centro; y San José Mogote en Oaxaca.
El desarrollo de estas aldeas es considerado como el marcador del inicio del Preclásico Medio (1200-400 a. C.). La vida aldeana se volvió más compleja, y se establecieron redes de intercambio interregional entre las poblaciones dominantes. En virtud de esas redes, algunas de las grandes aldeas extendieron su influencia en regiones muy amplias de Mesoamérica.
Durante este periodo tiene lugar el desarrollo de la cultura olmeca, que resume todos los desarrollos culturales de los mesoamericanos de aquel tiempo. De esta cultura son los primeros indicios de escritura y del uso de calendario. Debieron tener una estructura social muy compleja que les permitió desarrollar su escultura y arquitectura monumentales. Los principales sitios de esta cultura son La Venta (Tabasco) el centro más importante de esta cultura, y que representa el primer trazo urbano del México antiguo, Tres Zapotes y San Lorenzo, ubicados en la llanura costera del Golfo de México. También se ha encontrado evidencia de ellos en Teopantecuanitlán (Guerrero), y en Chalcatzingo (Morelos), y se presume que sus relaciones con las áreas oaxaqueña y Maya contribuyó con el desarrollo cultural de esas regiones.
La declinación de la cultura olmeca dio origen al periodo Preclásico Tardío (400 a. C.-150 d. C.). Se trata de una época de diversificación cultural y asimilación de los elementos olmecas en los sistemas culturales de cada pueblo. Con esa base dieron comienzo varias de las tradiciones más importantes de Mesoamérica. Sin embargo, Cuicuilco, en el sur del valle de México, y la Chupícuaro, en Michoacán, serían las más importantes. La primera llegó a convertirse en la mayor ciudad de Mesoamérica y principal centro ceremonial del Valle de México; y mantenía relaciones con Chupícuaro. La declinación de Cuicuilco es paralela a la emergencia de Teotihuacán, y se consuma con la erupción del Xitle (circa 150 d. C.), que motivó la migración de sus pobladores al norte del valle de México. La cultura Chupícuaro es conocida sobre todo por su producción alfarera, cuyas huellas se han detectado por una amplia zona ubicada entre el Bajío y la cuenca lacustre.
Hacia el final del Preclásico había comenzado la planificación de las ciudades que llegarían a ser emblemáticas de Mesoamérica, como Monte Albán y Teotihuacán.

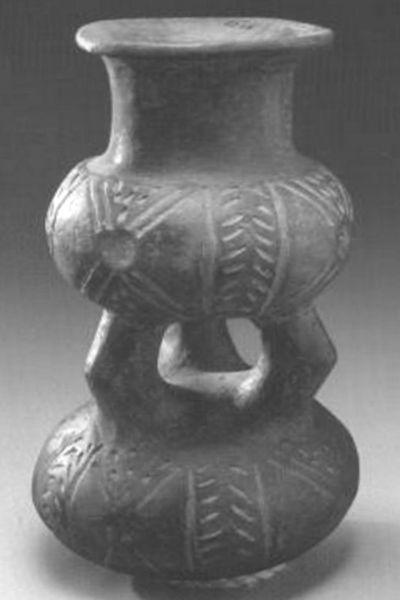
Vasija de la cultura de Capacha (Colima)
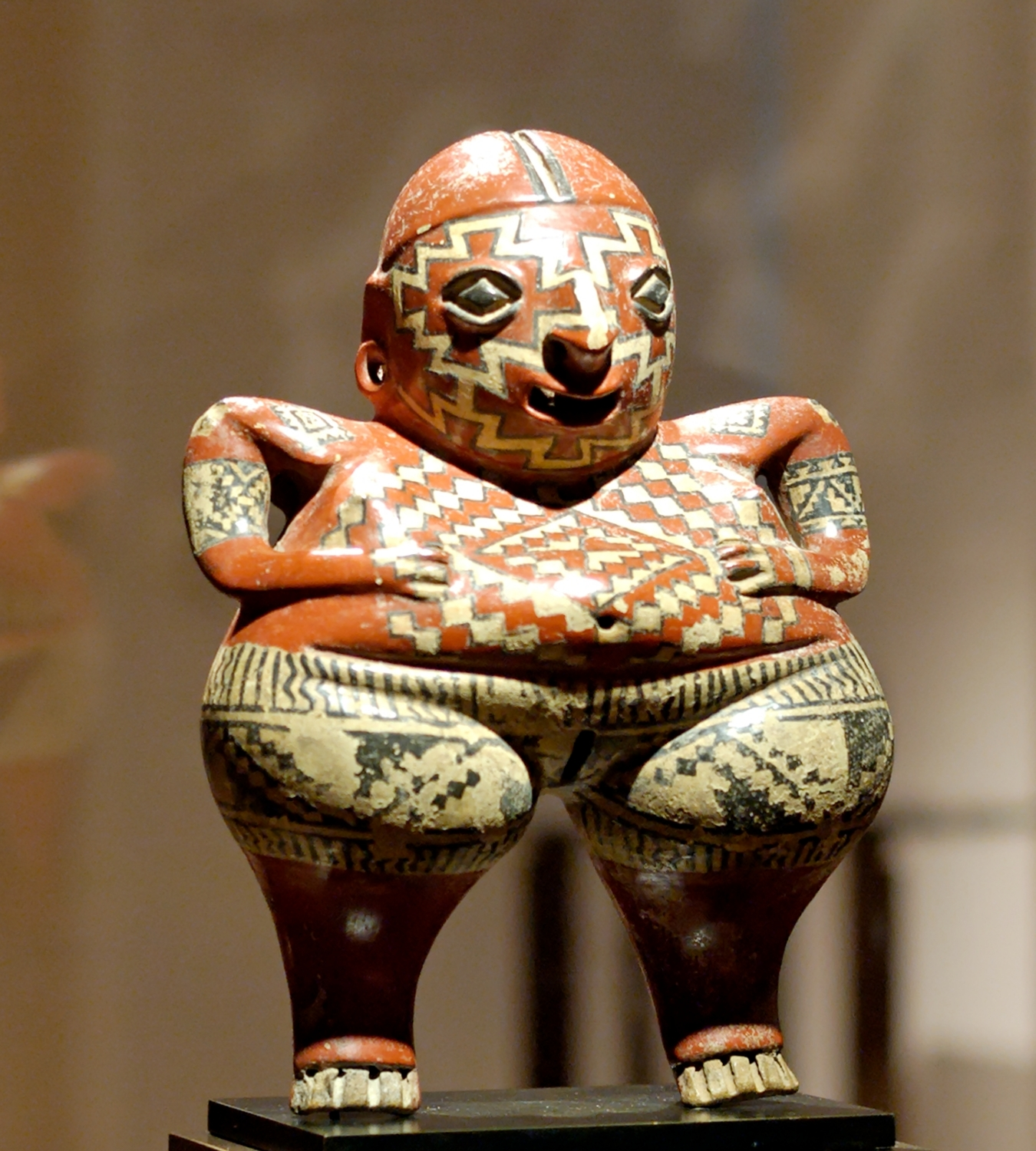
Figurilla de Chupícuaro (Guanajuato)
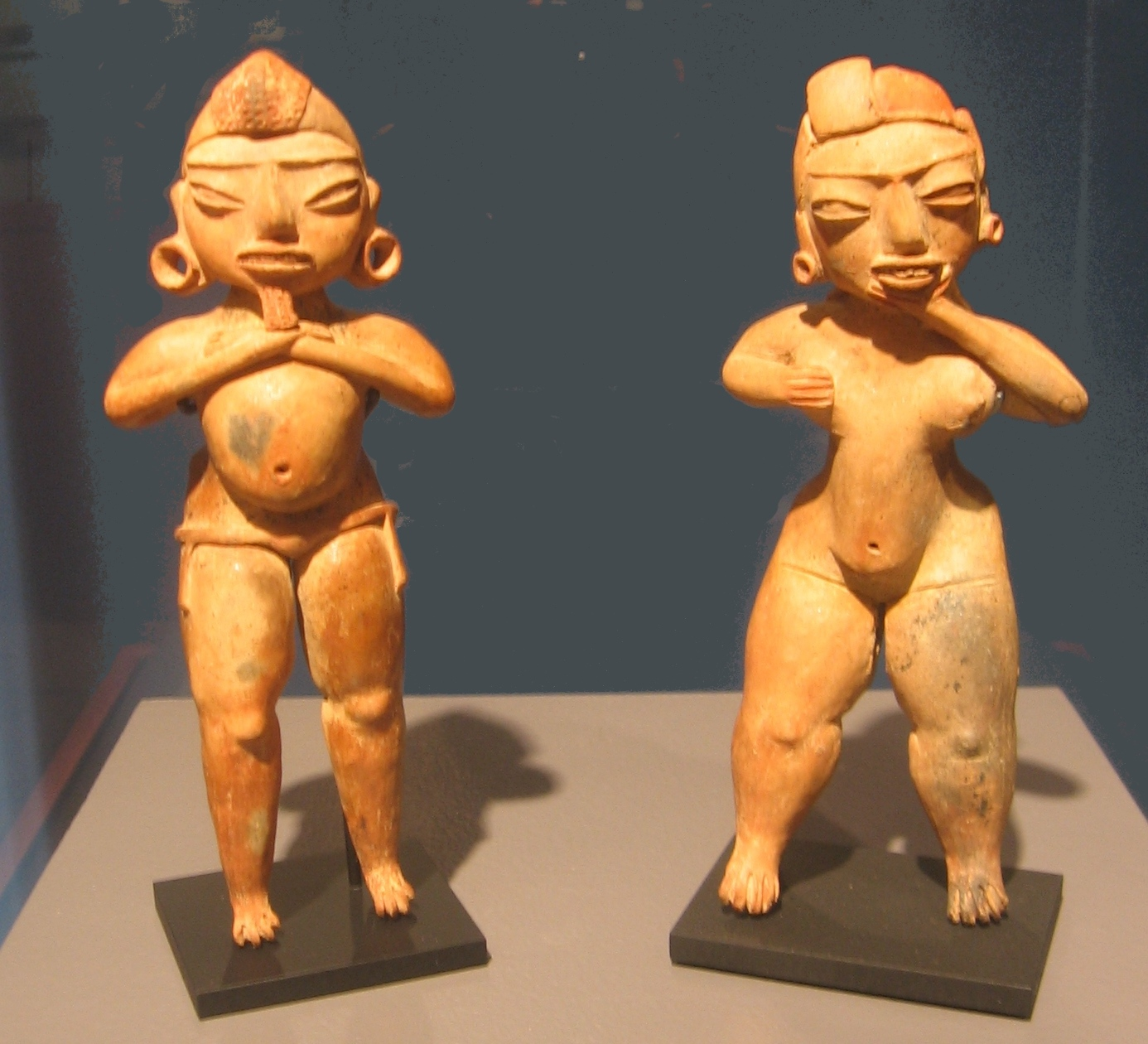
Figurillas de Tlatilco (estado de México)
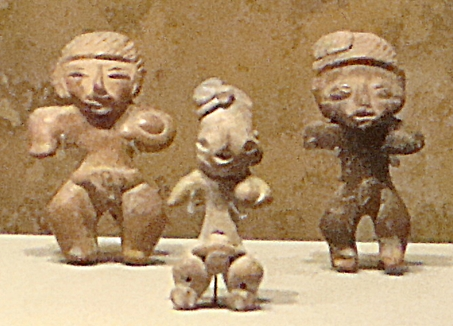
Jugadores de pelota de Ticomán (Distrito Federal)
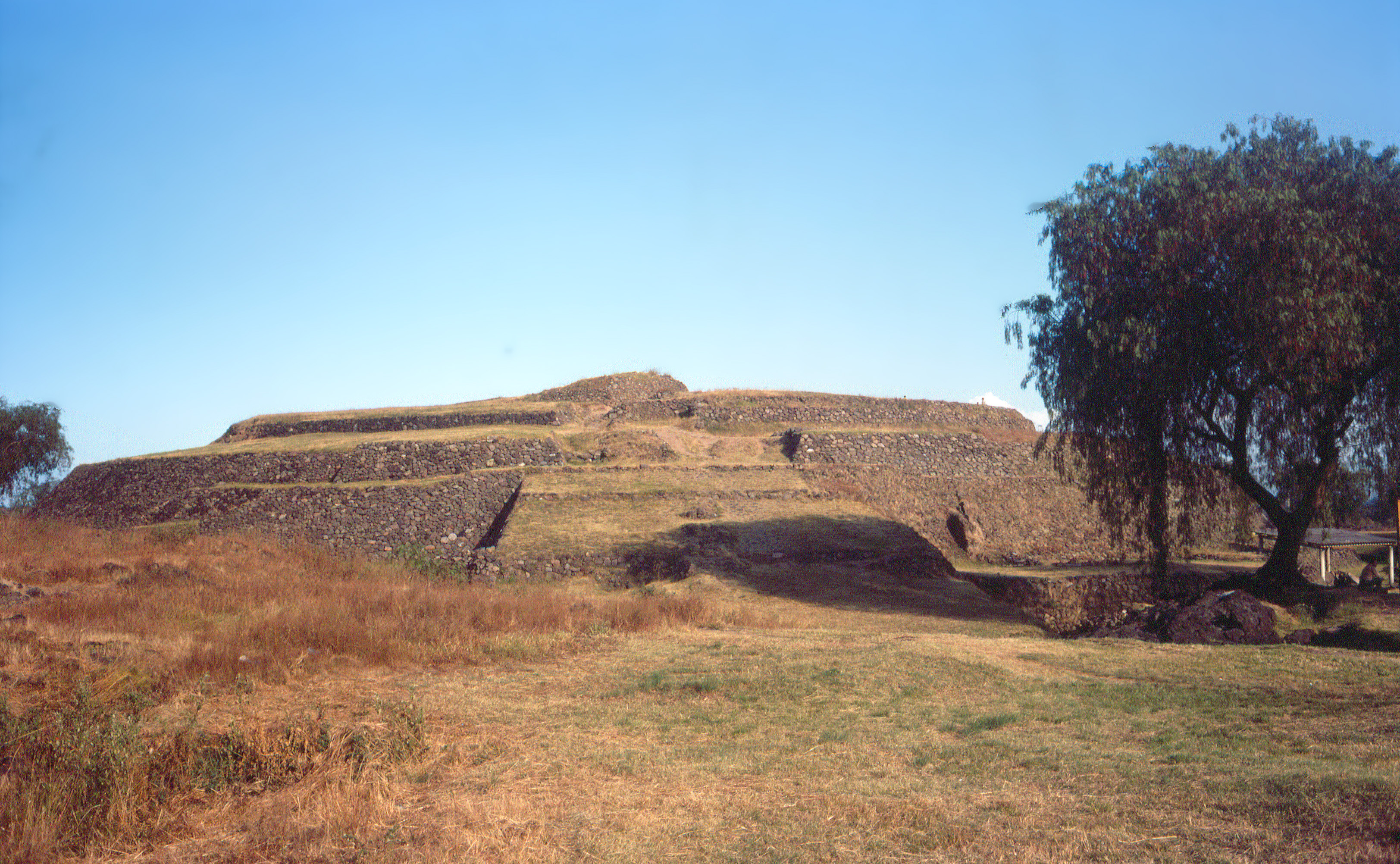
Basamento circular de Cuicuilco (Distrito Federal)
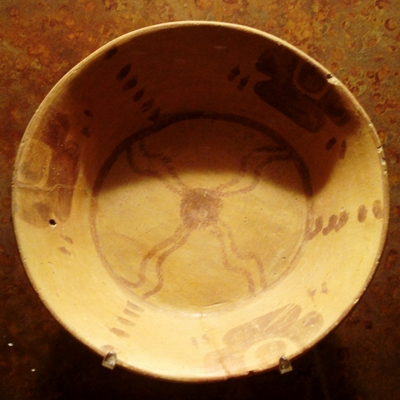
Cerámica Rojo sobre Bayo de la Mixteca Alta (Oaxaca)
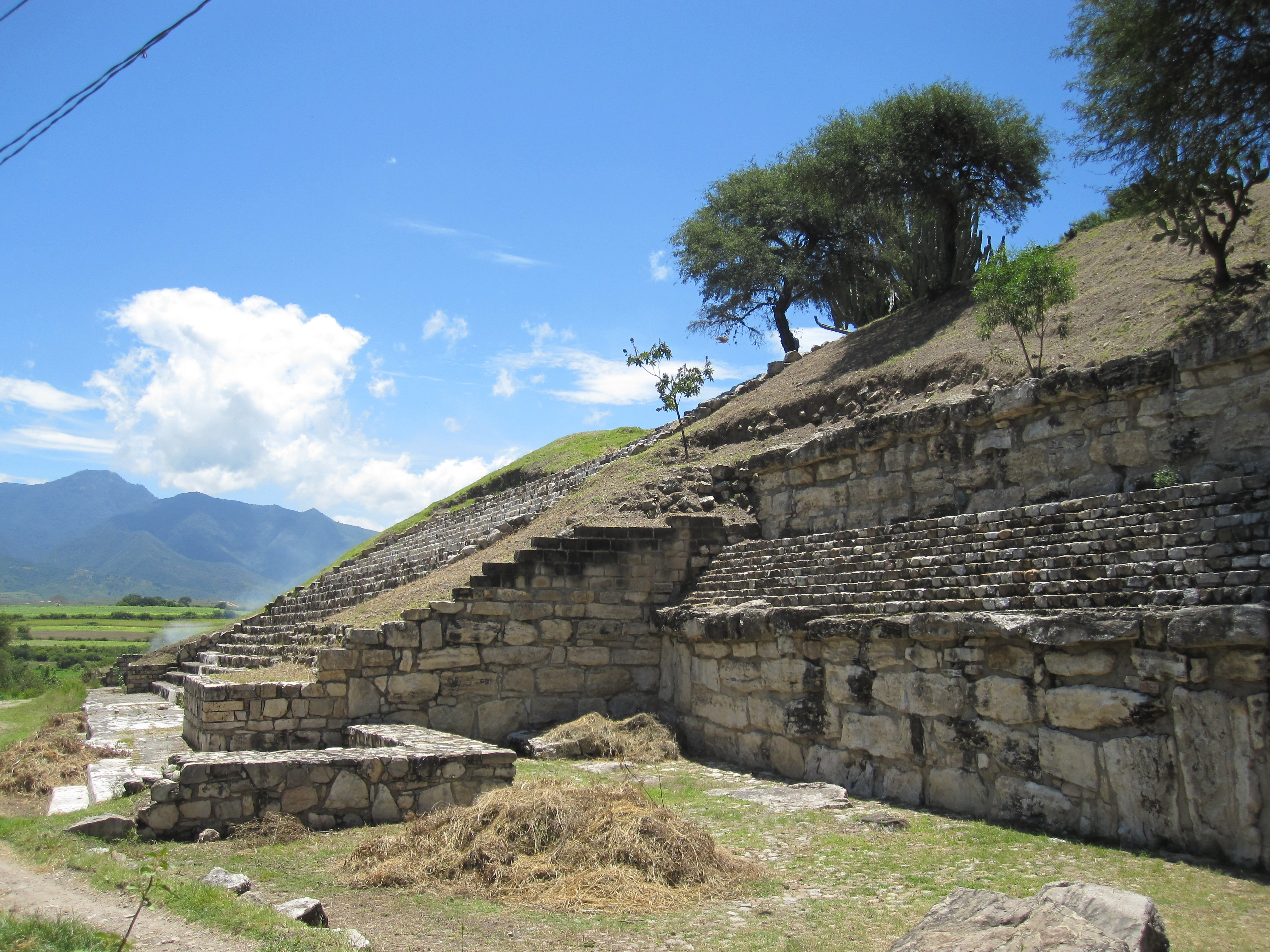
Edificio principal de San José Mogote (Oaxaca)
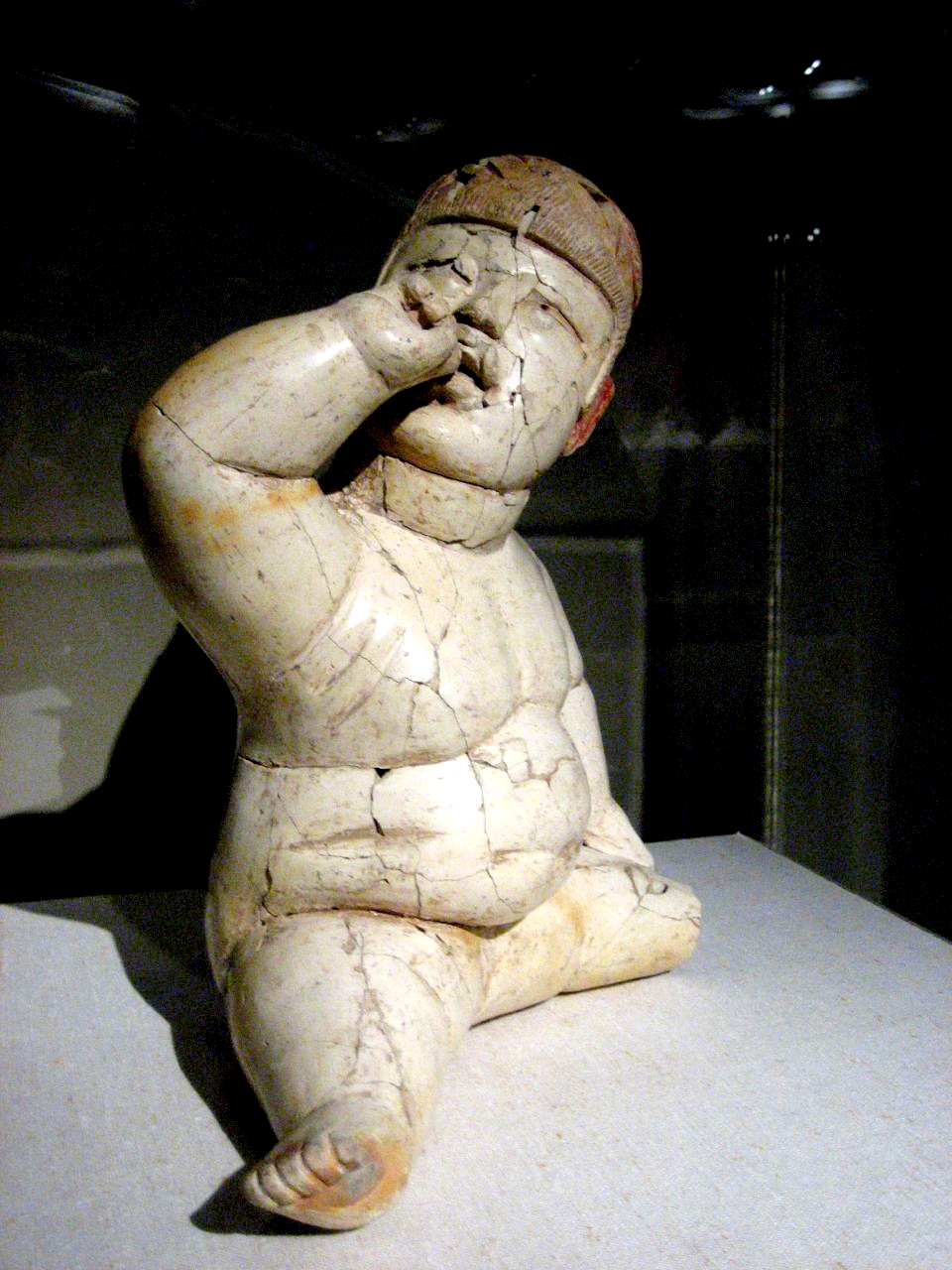
Figurilla baby face de Las Bocas (Puebla)
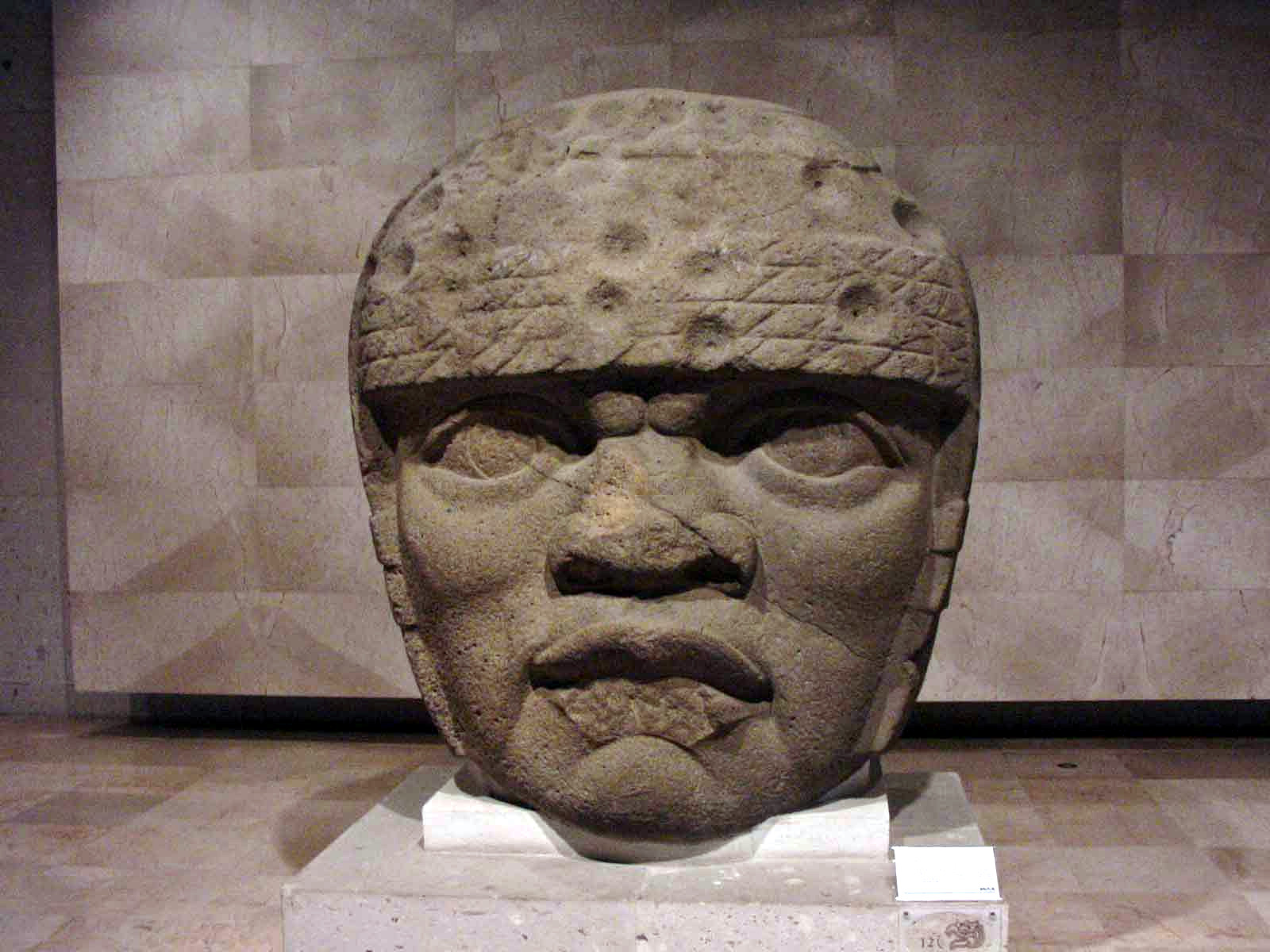
Monumento 3 de San Lorenzo (Veracruz)
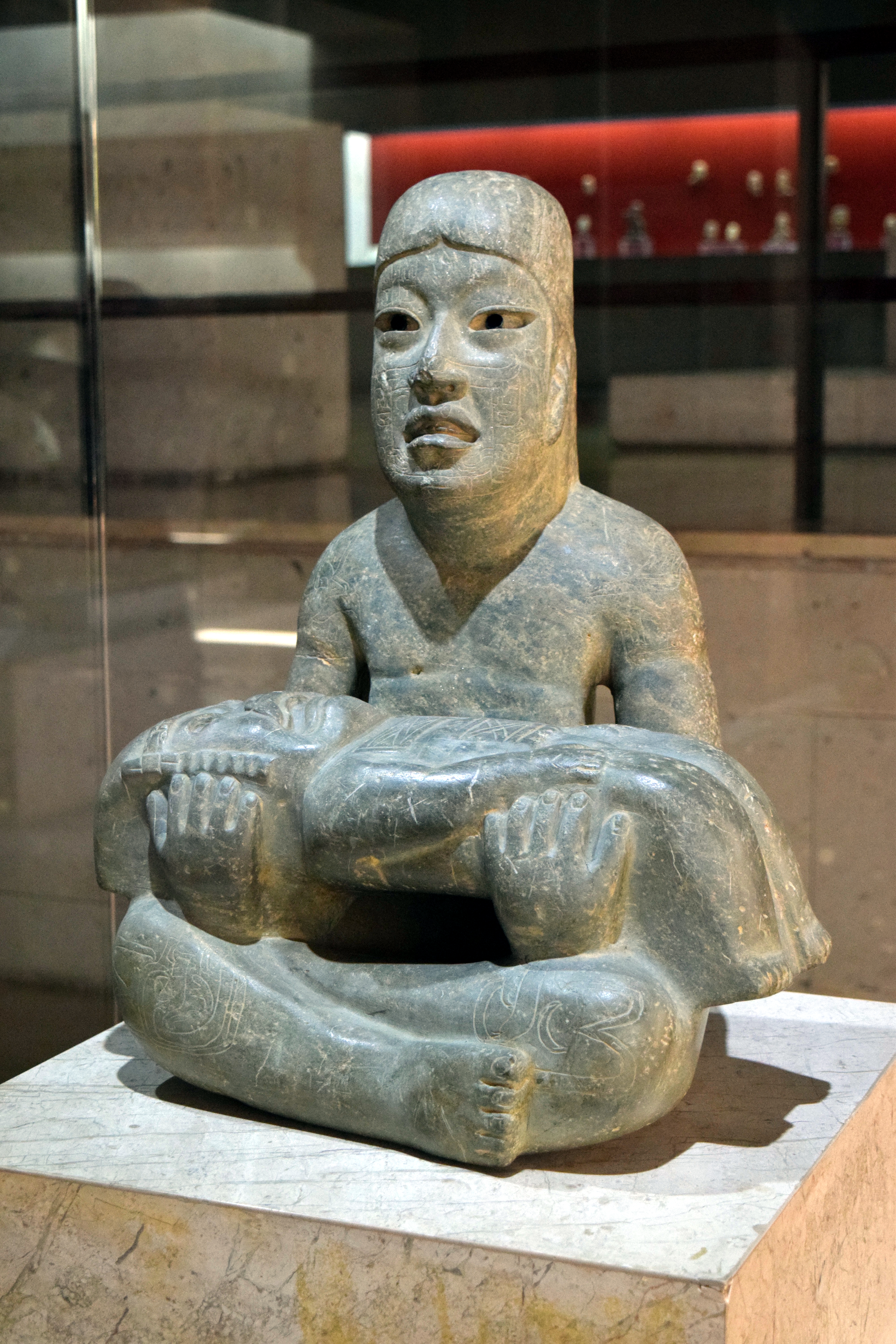
El Señor de Las Limas (Veracruz)
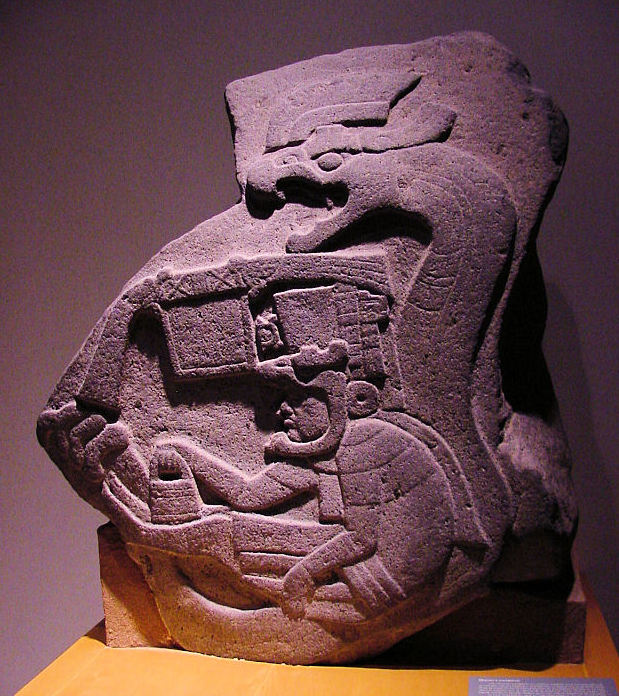
Estela 19 de La Venta (Tabasco)
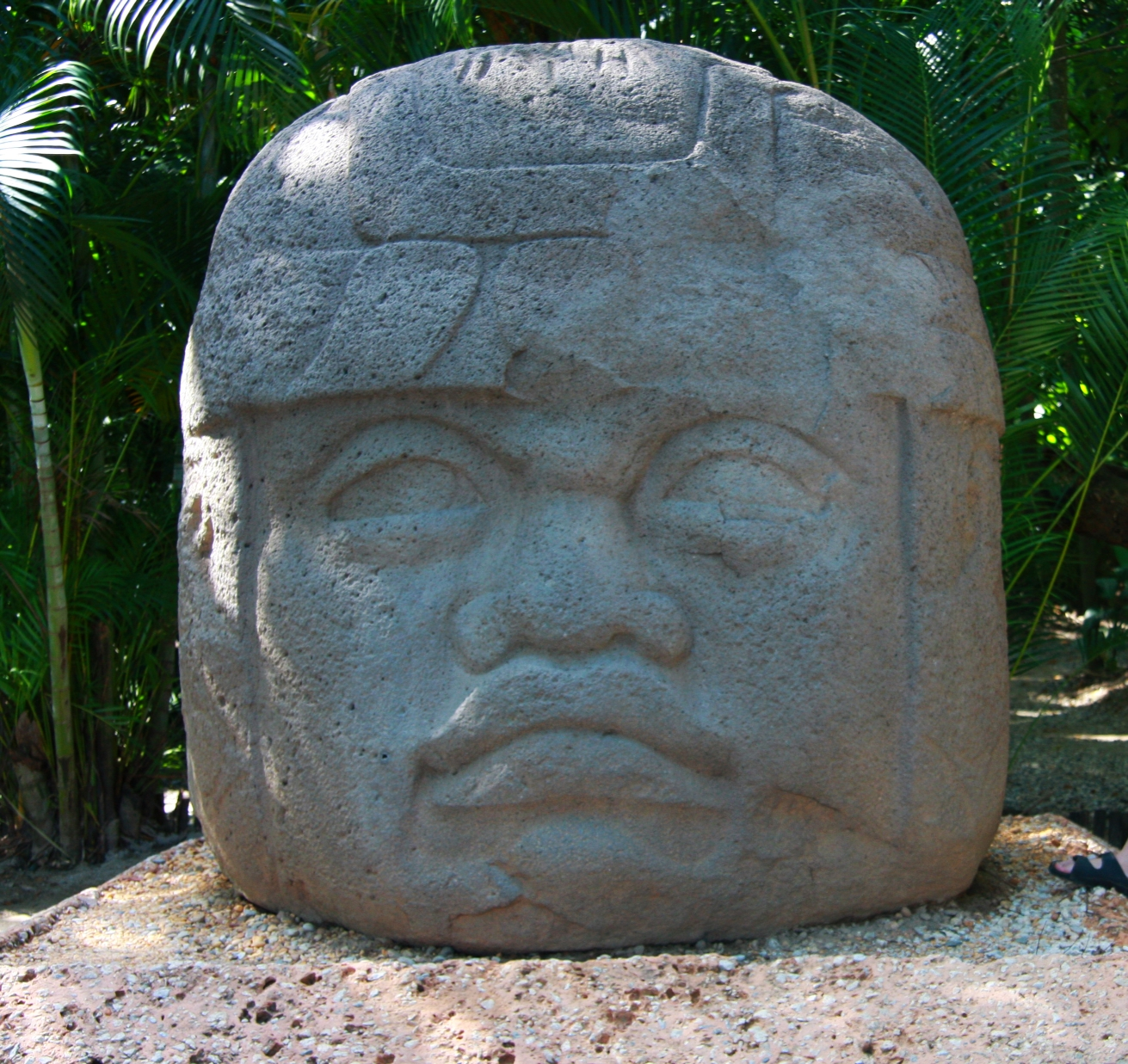
Monumento 1 de La Venta (Tabasco)
Estela 5 de Izapa (Chiapas)

### Período Clásico (aprox. 300 d.C. - 900 d.C.)

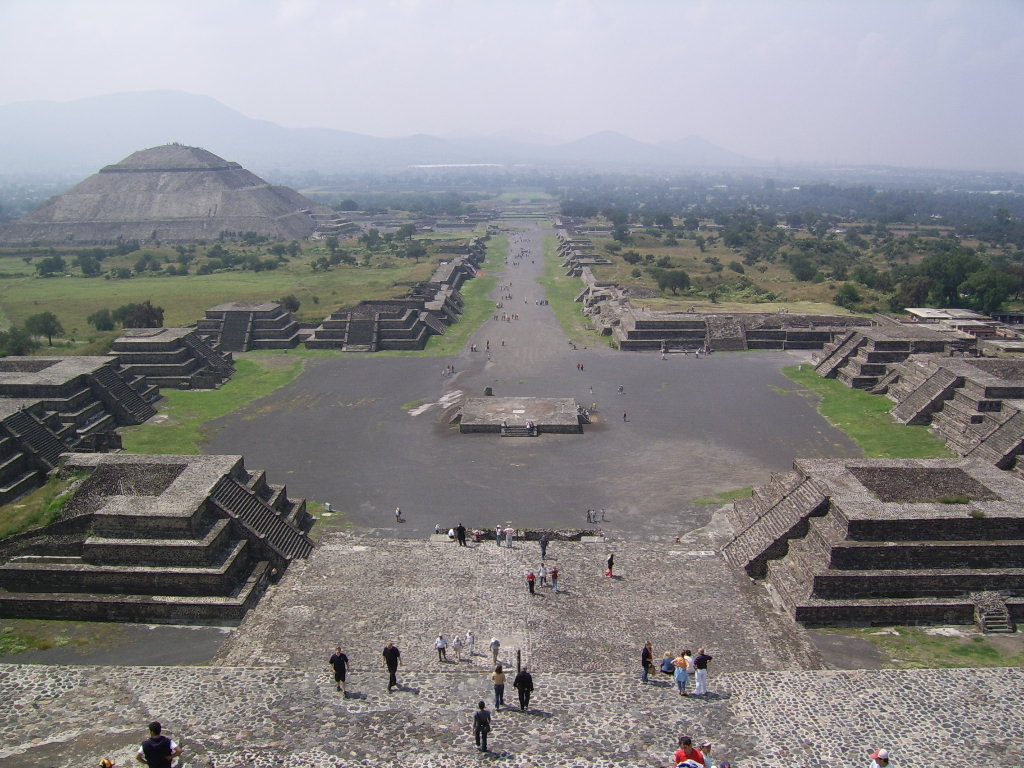
La calzada de los Muertos de Teotihuacán (estado de México).

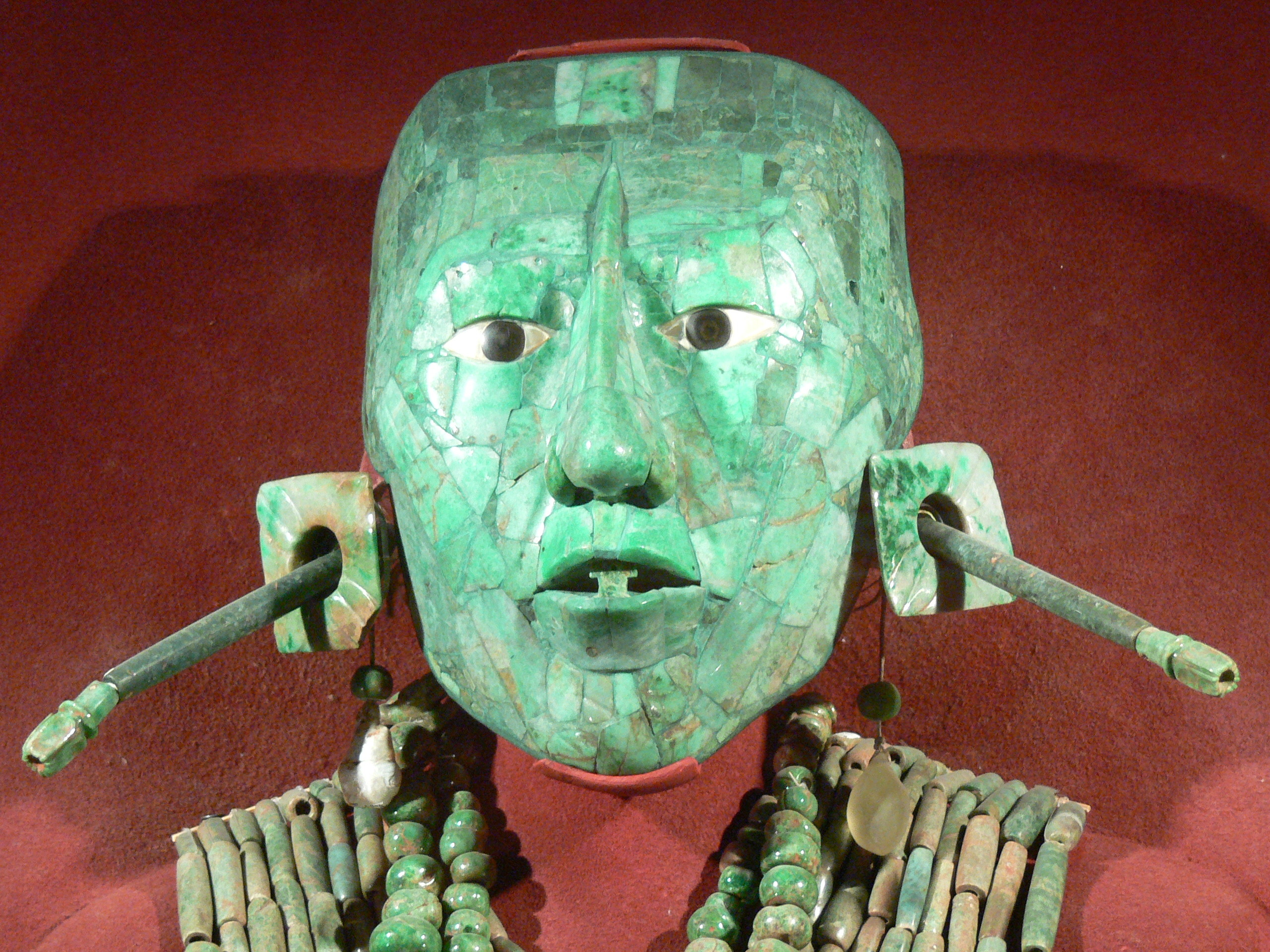
Máscara de Kinich Ahau Pakal, señor de Palenque (Chiapas).

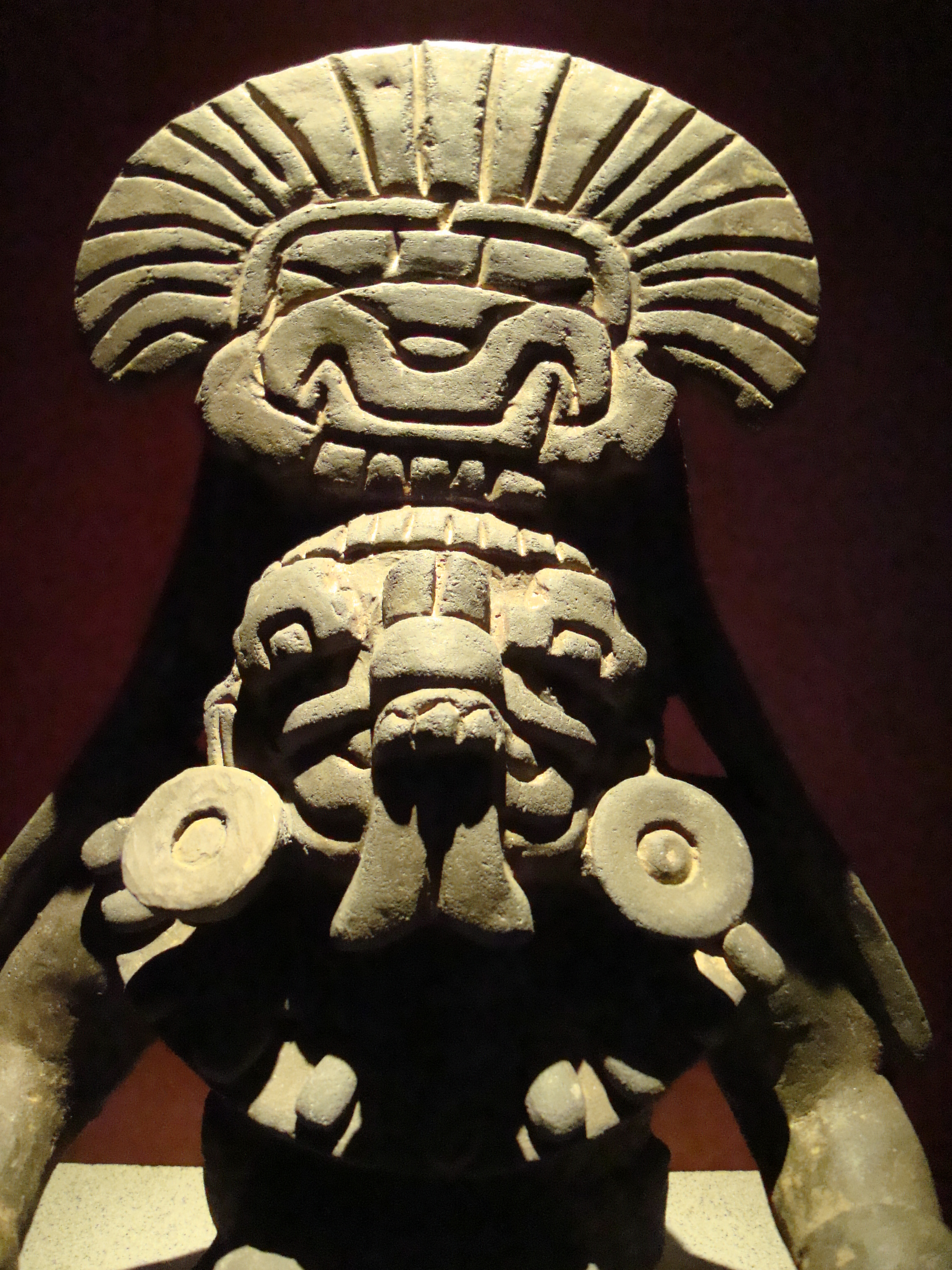
Urna del dios Pitao Cocijo, procedente de Monte Albán (Oaxaca).

Este período está marcado por el apogeo teotihuacano y concluye con las migraciones nahuas y el establecimiento de centros regionales en el valle de México. Se divide en dos periodos: el Clásico Temprano y el Clásico Tardío.
El Clásico Temprano abarca los primeros 400 años del periodo, y coincide con la época de mayor apogeo de Teotihuacán. Durante este periodo se consolidó el proceso de urbanización que se observaba desde el Preclásico Tardío. De esta suerte, nacieron ciudades como Cholula, en el valle Puebla-Tlaxcala; Monte Albán en los Valles Centrales de Oaxaca, Tikal y Calakmul en el área Maya (la primera ciudad, en Guatemala y la segunda en México). Las obras hidráulicas que permitieron la alta eficiencia de la agricultura mesoamericana también estaban bien desarrolladas en esta época.
La escena histórica fue dominada por los teotihuacanos, que convirtieron a su ciudad en el centro de una amplia red de intercambios comerciales que involucraban especialmente a todos los pueblos mesoamericanos y de Oasisamérica, de los cuales se obtenía la turquesa, uno de los artículos suntuarios más característicos de la civilización mesoamericana. Los teotihuacanos monopolizaban la distribución de la cerámica Anaranjado Delgado, una de las más finas y apreciadas de la época, producida en Puebla, y las minas de obsidiana, alabastro y otros minerales de vital importancia para la vida cotidiana de los antiguos mesoamericanos.
Estos productos eran intercambiados con otros pueblos por mercancía de la cual los teotihuacanos no disponían en su área de influencia directa. Teotihuacán, además, fungía como gran intermediario entre las diferentes regiones de Mesoamérica. La importancia de las rutas comerciales controladas por los teotihuacanos está reflejada en el crecimiento de poblaciones en el área Norte de México, que durante esta época queda integrada en la civilización mesoamericana. Entre estas ciudades se cuentan Altavista y Loma de San Gabriel.
Teotihuacán era una ciudad cosmopolita y multiétnica. En ella se ha encontrado indicios de presencia oaxaqueña y de los pueblos del Golfo, que ocupaban barrios enteros de la ciudad. De igual manera, es patente la presencia teotihuacana en Monte Albán y en Tikal, corazón del área Maya que por aquel tiempo vivía su primer periodo de apogeo.
Hacia el año 600 comenzó el proceso de declinación de Teotihuacán. Este hecho marca el inicio del Clásico Tardío, caracterizado por la época del gran florecimiento de las culturas maya y zapoteca, y las modificaciones en el panorama político del Centro de México (que afectaron a Mesoamérica entera).
Los mayas habían mantenido relaciones comerciales con Teotihuacán a durante el Clásico Temprano. Algunos autores sospechaban que la presencia de rasgos culturales teotihuacanos en Tikal y otros centros importantes de la zona sugería que los mayas habrían estado sujetos al dominio directo de los teotihuacanos. Sin embargo, interpretaciones más recientes de esos materiales apuntan a que la relación entre Teotihuacán y los mayas fueron de otra índole, comercial seguramente. A la luz de este enfoque, la presencia de elementos y objetos del altiplano en Tikal (Guatemala) puede interpretarse como una estrategia de la élite maya para conferirse legitimidad a sí misma, las ciudades que dominaban en dicha época eran al norte Teotihuacán y en el sur, las ciudades rivales de Tikal y Calakmul.
Con la decadencia consumada de Teotihuacán, en 750, las ciudades mayas también entraron en crisis. Se especula que una combinación de desórdenes políticos, en el contexto de un desajuste climático, puso en jaque a los gobernantes de muchas ciudades de la región. De esta manera, la cultura maya clásica encontró su fin hacia el año 800.
Sin embargo, recientes estudios realizados en Guatemala y sur de México demuestran que no hubo problemas climáticos, sino guerras internas, entre ciudades y gobernantes, lo que obligó a los pobladores a huir y establecerse en diversas regiones. 
Los zapotecos fueron otro pueblo que mantuvo relaciones con Teotihuacán. Pero en este caso, las relaciones iban más allá del intercambio comercial: eran aliados. Como se dijo más arriba, en Teotihuacán fue encontrado un barrio completo de zapotecos, que tenía su correspondiente en la metrópoli oaxaqueña. Cuando se vio interrumpida la relación, por la emergencia de Estados rivales de Teotihuacán en el Centro de México, los zapotecos continuaron con su desarrollo cultural autónomo, que vio la época de mayor florecimiento entre los años 750 - 850. Sin embargo, como ocurrió en el caso de Teotihuacán y el área maya, la capital zapoteca también declinaría y sería finalmente abandonada.
Aprovechando la debilidad de las metrópolis, varias ciudades cobraron fuerza y tomaron posiciones centrales en las rutas de intercambio que sostenían la hegemonía de Teotihuacán. En este panorama, surgieron centros regionales en el Centro de México: Xochicalco, en Morelos, controlaba el comercio con el Área Maya; Cholula, en Puebla-Tlaxcala, hacía lo propio con el sureste; Teotenango, con el Occidente de México. El creciente poder de estas ciudades -y otras como Cacaxtla y Cantona- terminó por estrangular a Teotihuacán, que colapsó hacia el año 750.
Este periodo es conocido como Epiclásico, y se trata de una época de fuertes desórdenes y reacomodos políticos, y culmina con las primeras migraciones de los pueblos del Norte de México (entre los cuales venían los nahuas) motivadas por las sequías prolongadas que arruinaron las sociedades agrícolas de la región. Los mismos centros regionales que rivalizaron en esta época fueron construidos con el aporte de pueblos migrantes (por ejemplo, los olmeca-xicalancas que arribaron a Cacaxtla y Xochicalco en esa época). De esta manera, la civilización mesoamericana reforzó su carácter multiétnico.

Escultura de las tumbas de tiro de Nayarit
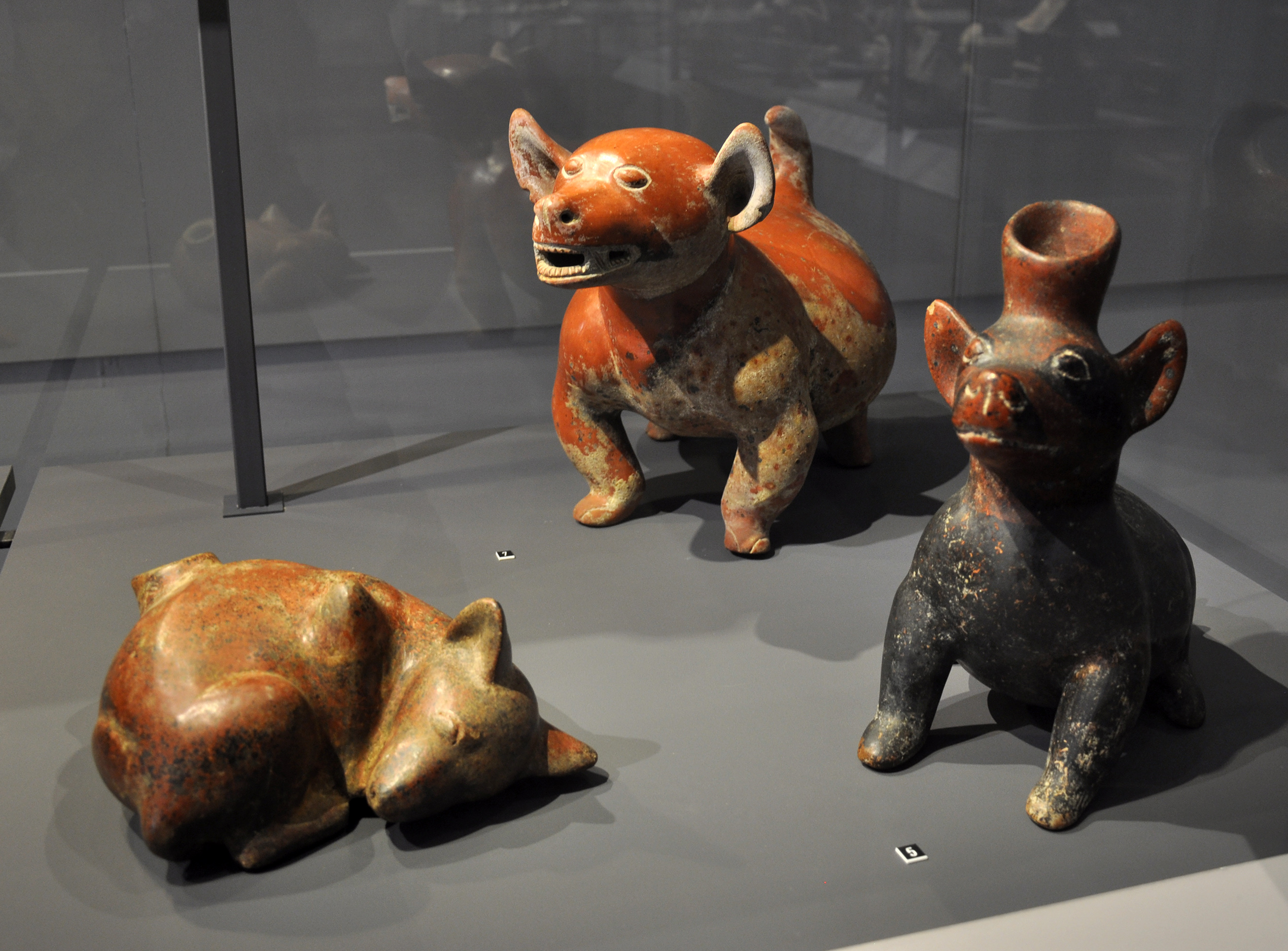
Perritos de Colima
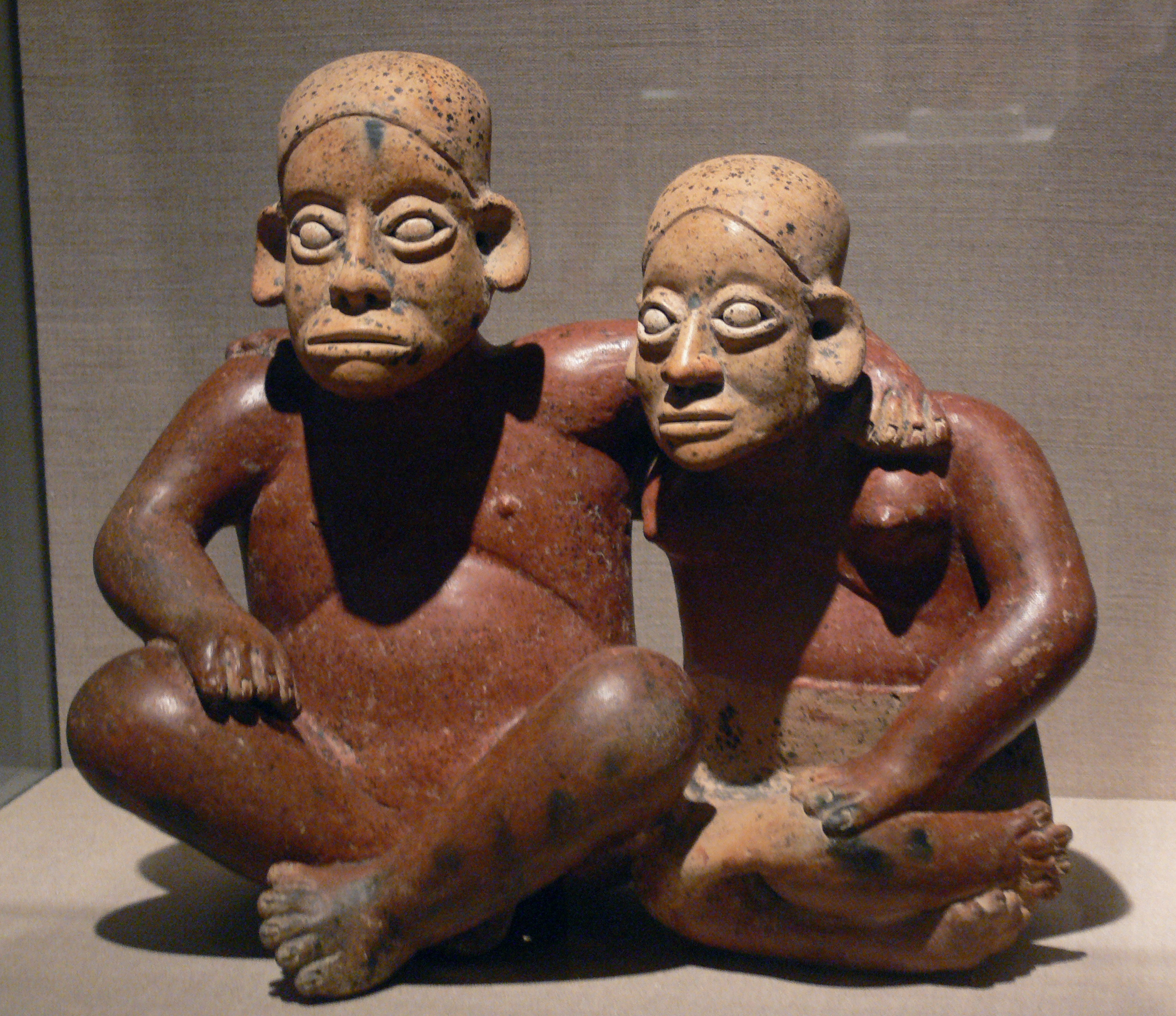
Esculturas de estilo Ameca-Etzatlán (Jalisco)
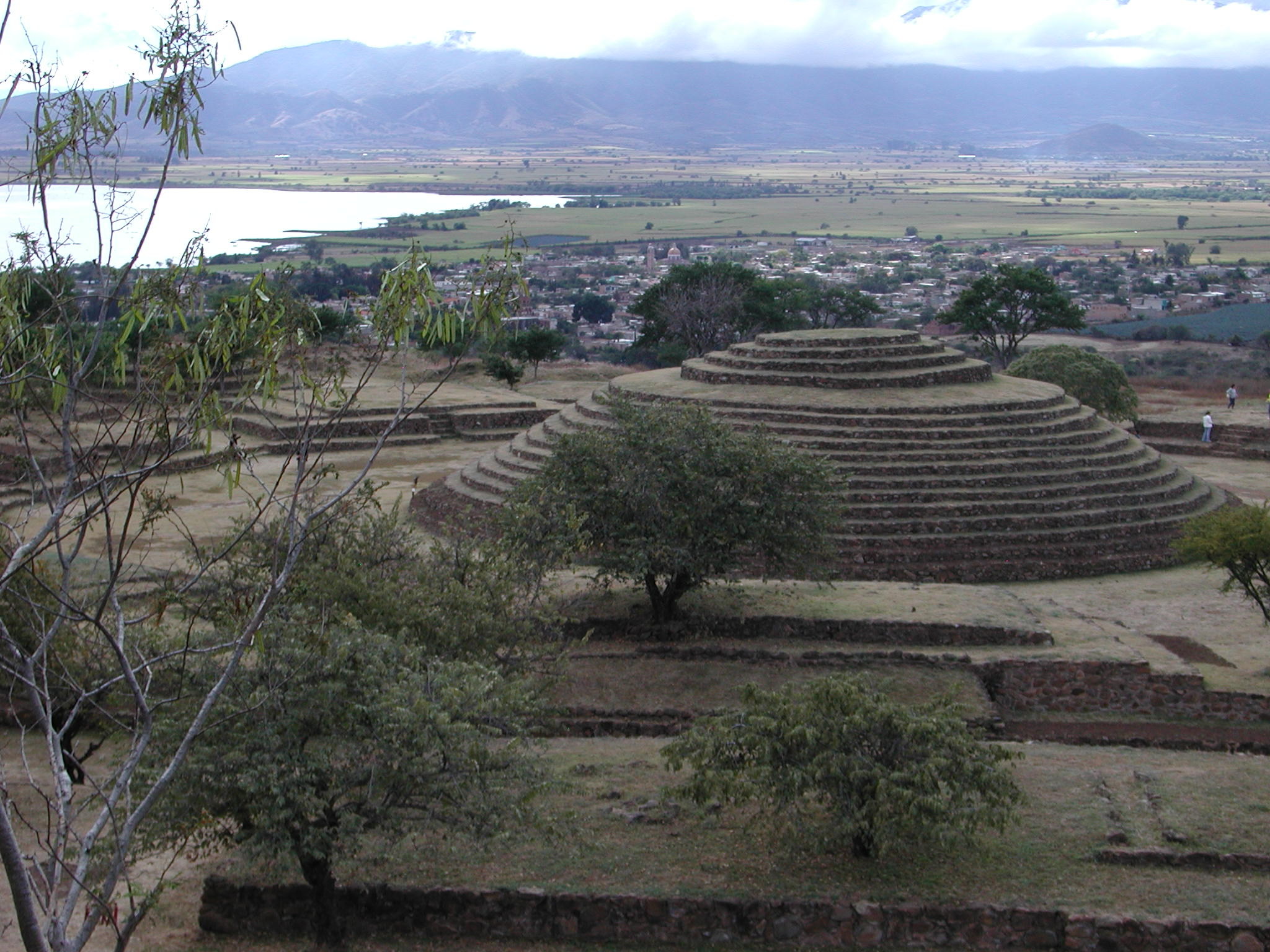
Centro ceremonial de Guachimontones (Jalisco)
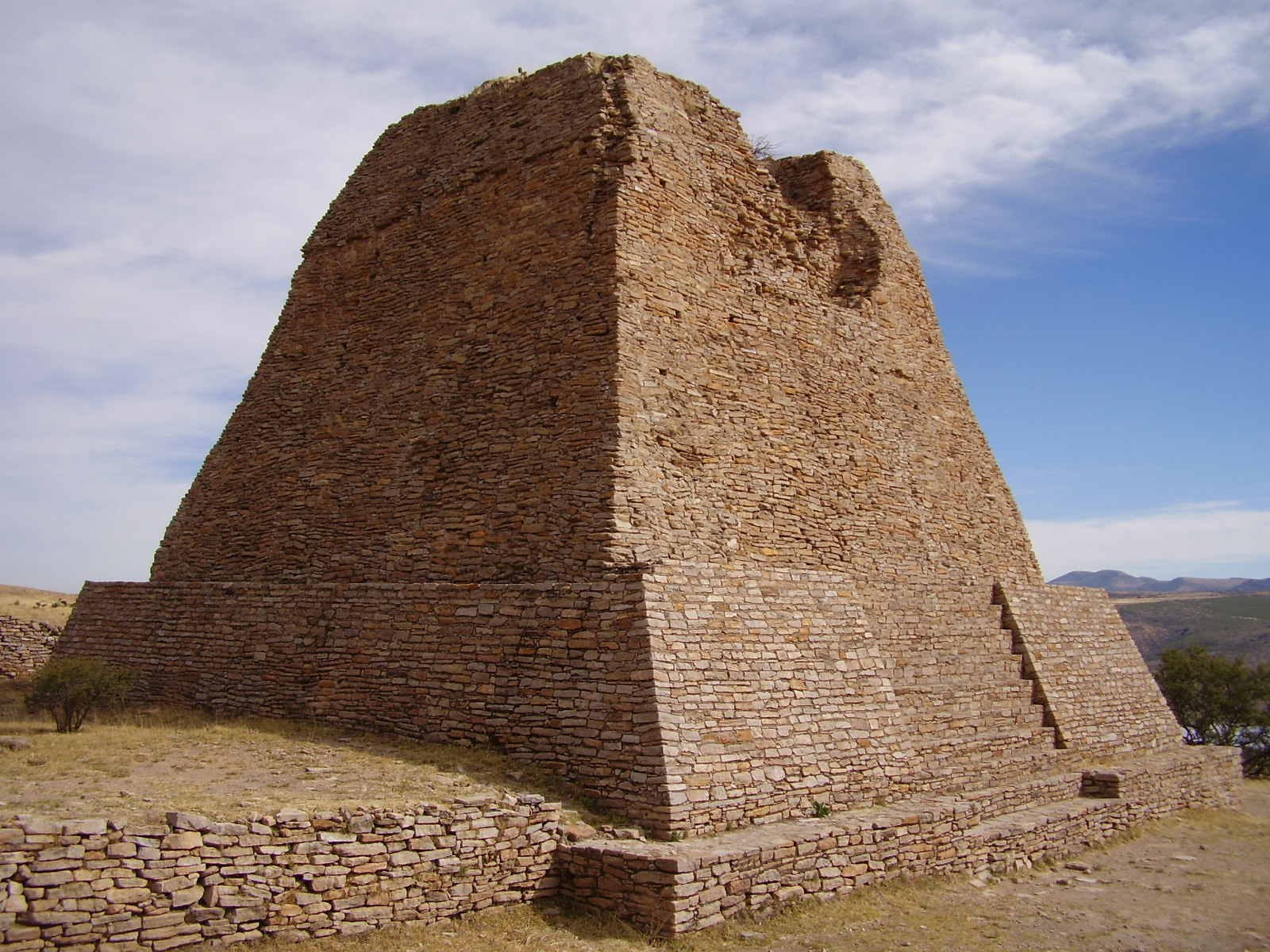
Pirámide de La Quemada (Zacatecas)
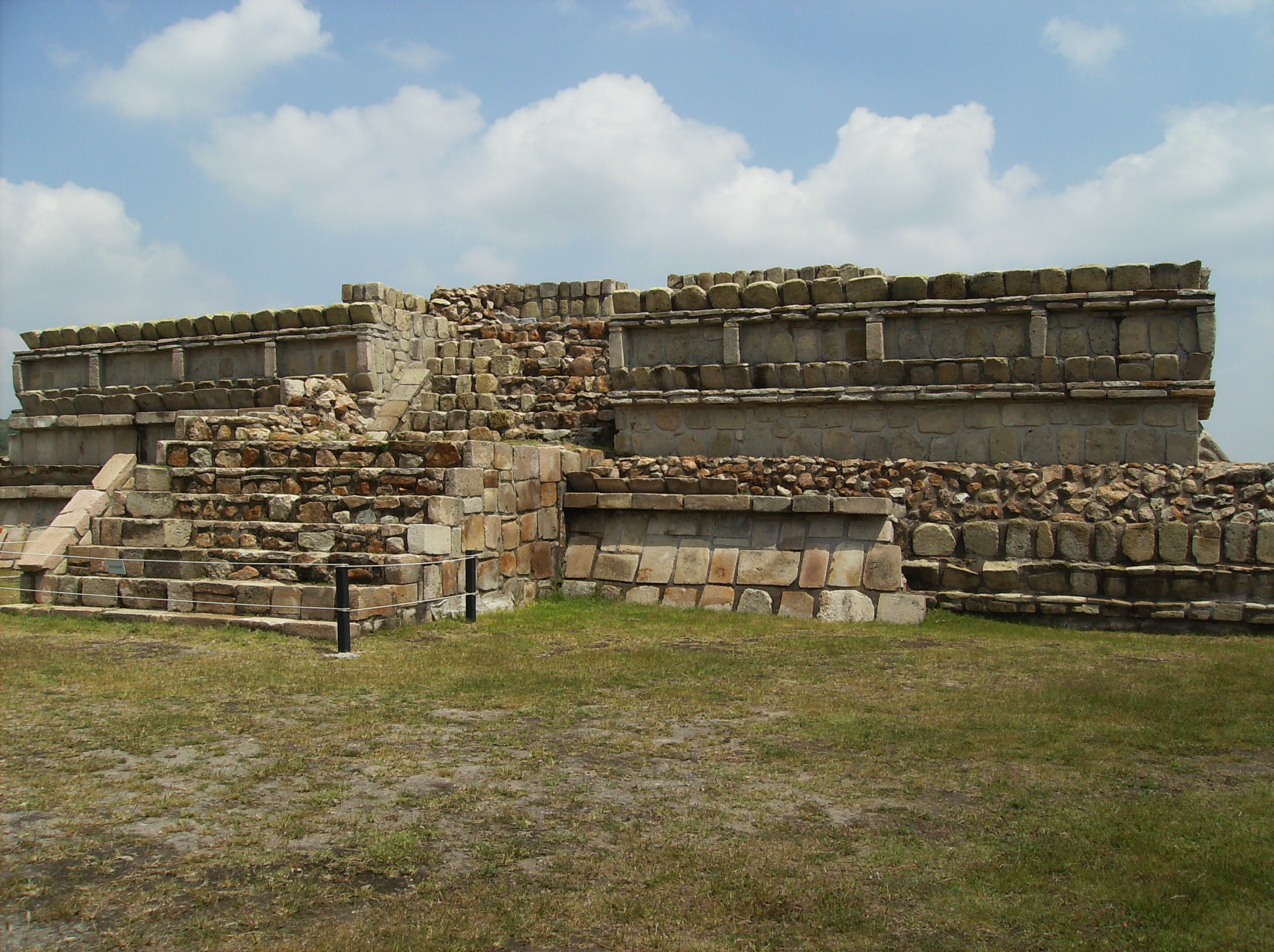
Edificio de Plazuelas (Guanajuato)
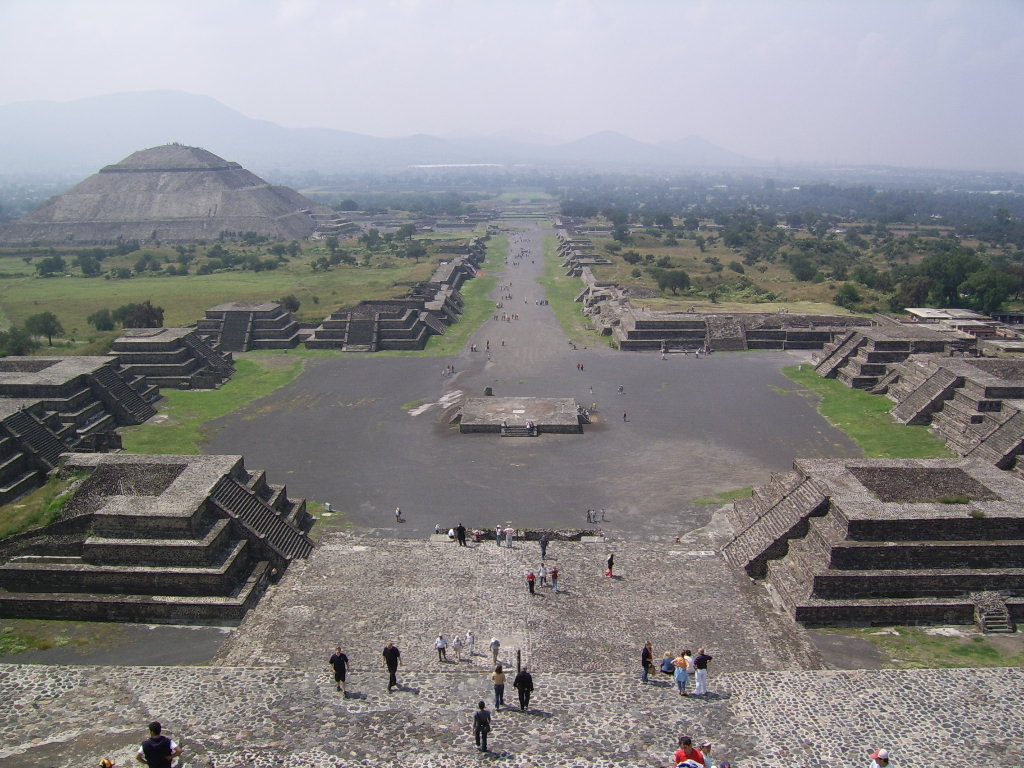
La calzada de los Muertos de Teotihuacan (estado de México)
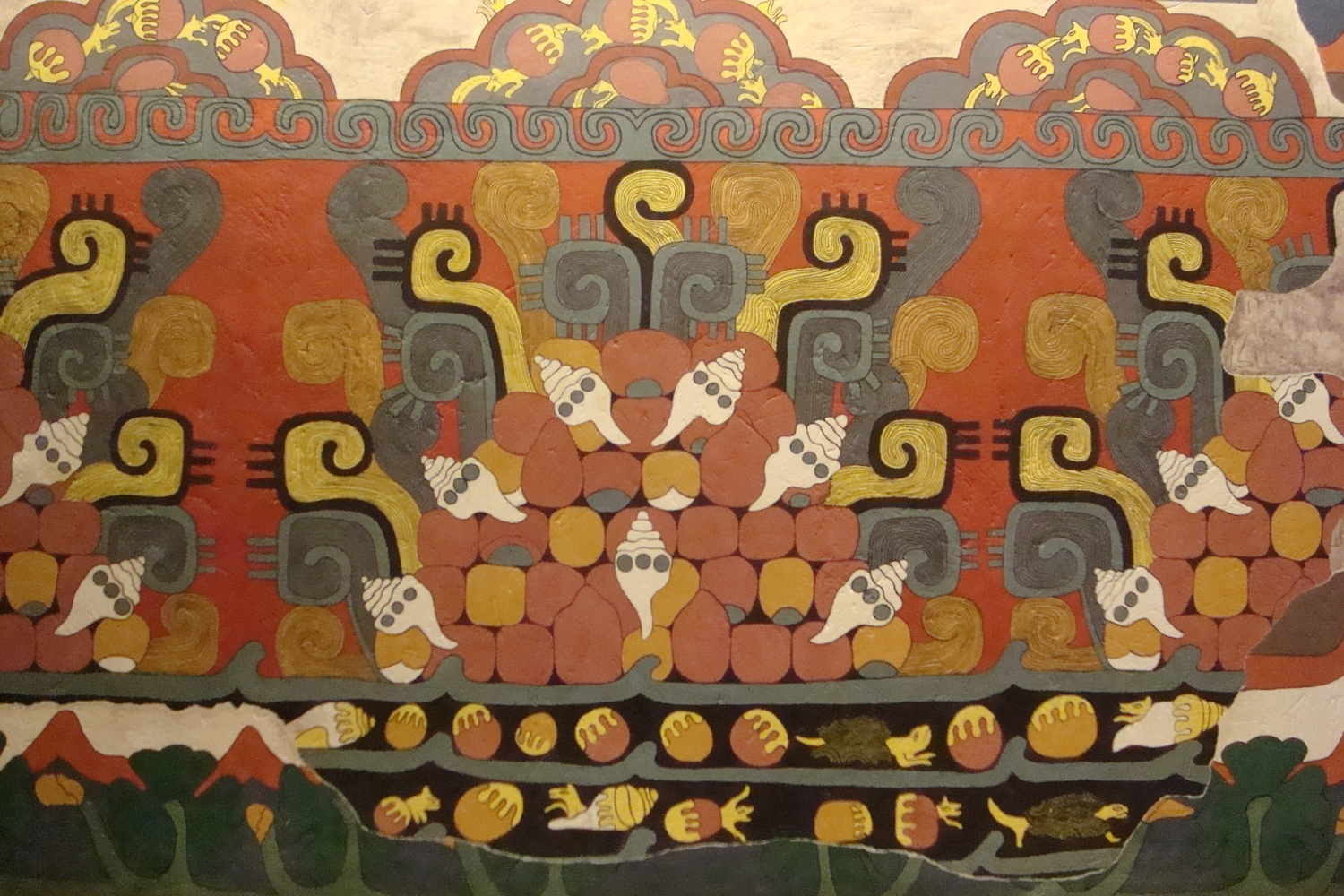
Mural del templo de la Agricultura de Teotihuacan (Estado de México)
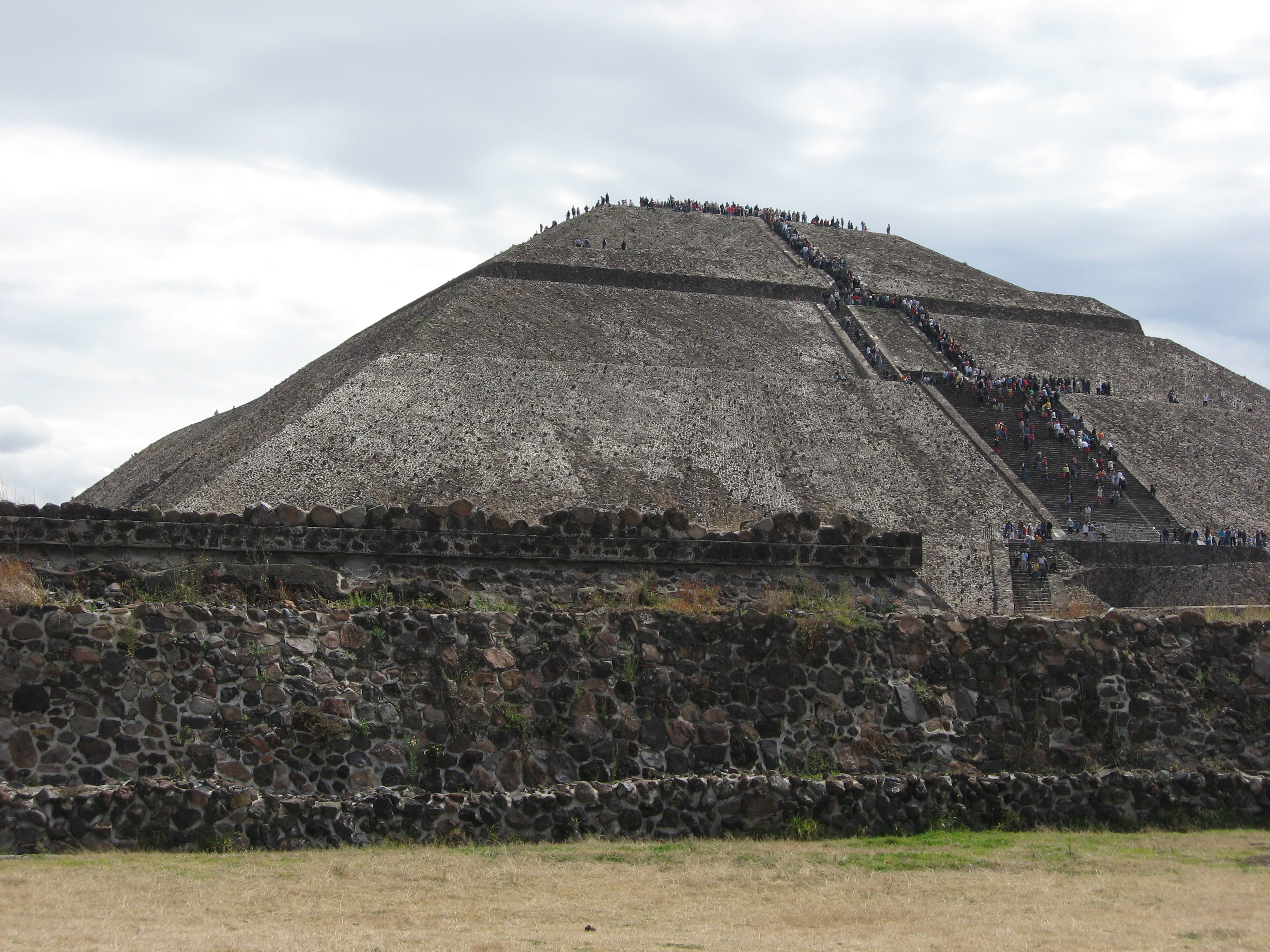
Pirámide del Sol en Teotihuacan (Estado de México)

### Período Posclásico (800/900 d.C. - Conquista española)
El Posclásico es dividido por los arqueólogos en dos épocas, el Posclásico Temprano (800/900 - 1100), dominado por Tula y la cultura tolteca; y el Posclásico Tardío, tiempo del imperio mexica (1100 - 1521/1694). Siempre es conveniente aclarar que la calendarización es variable de acuerdo con la historia regional, dado que normalmente se toma como referencia lo que ocurría en el centro de México.

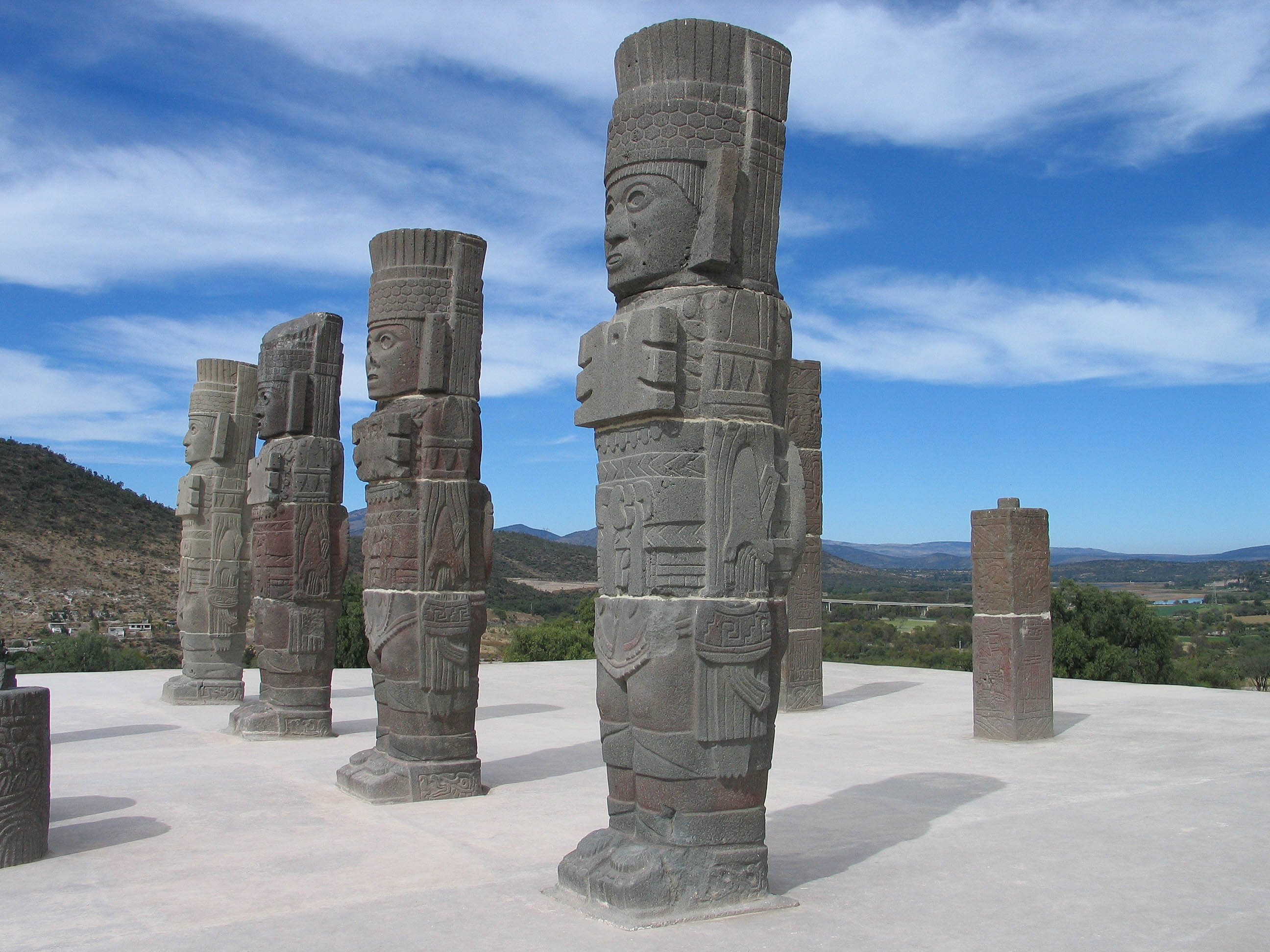
Atlantes de Tula. Cultura tolteca.

Se suele considerar que el Posclásico fue una época dominada por pueblos guerreros y sanguinarios que causaron la ruina de las culturas clásicas, característicamente pacíficas y entregadas a la religión. A la construcción de este arquetipo contribuyó de manera notable Román Piña Chan. Sin embargo, como señala López Austin en El pasado indígena, el belicismo también estuvo presente en los periodos anteriores, especialmente entre los mayas. Lo ocurrido durante el Posclásico sería la exacerbación del carácter guerrero de las sociedades mesoamericanas, debido en parte a la gran competencia entre Estados muy poderosos y a las migraciones.
Las migraciones marcan la pauta del Posclásico Temprano. Se trataba de pueblos norteños que habían sido empujados hacia el sur, ya por el expansionismo de otros grupos beligerantes o por el desastre ecológico que ocasionó la caída de las culturas del Norte de Mesoamérica. A estos grupos se les conoce como chichimecas, un término recogido por los cronistas de Indias de sus informantes, y que equivale a bárbaro. La descripción de estos grupos como bárbaros no es muy adecuada, en tanto que, por principio de cuentas, muchos de ellos formaban parte de la esfera de influencia de Mesoamérica, y en última instancia, no constituían una unidad étnica.

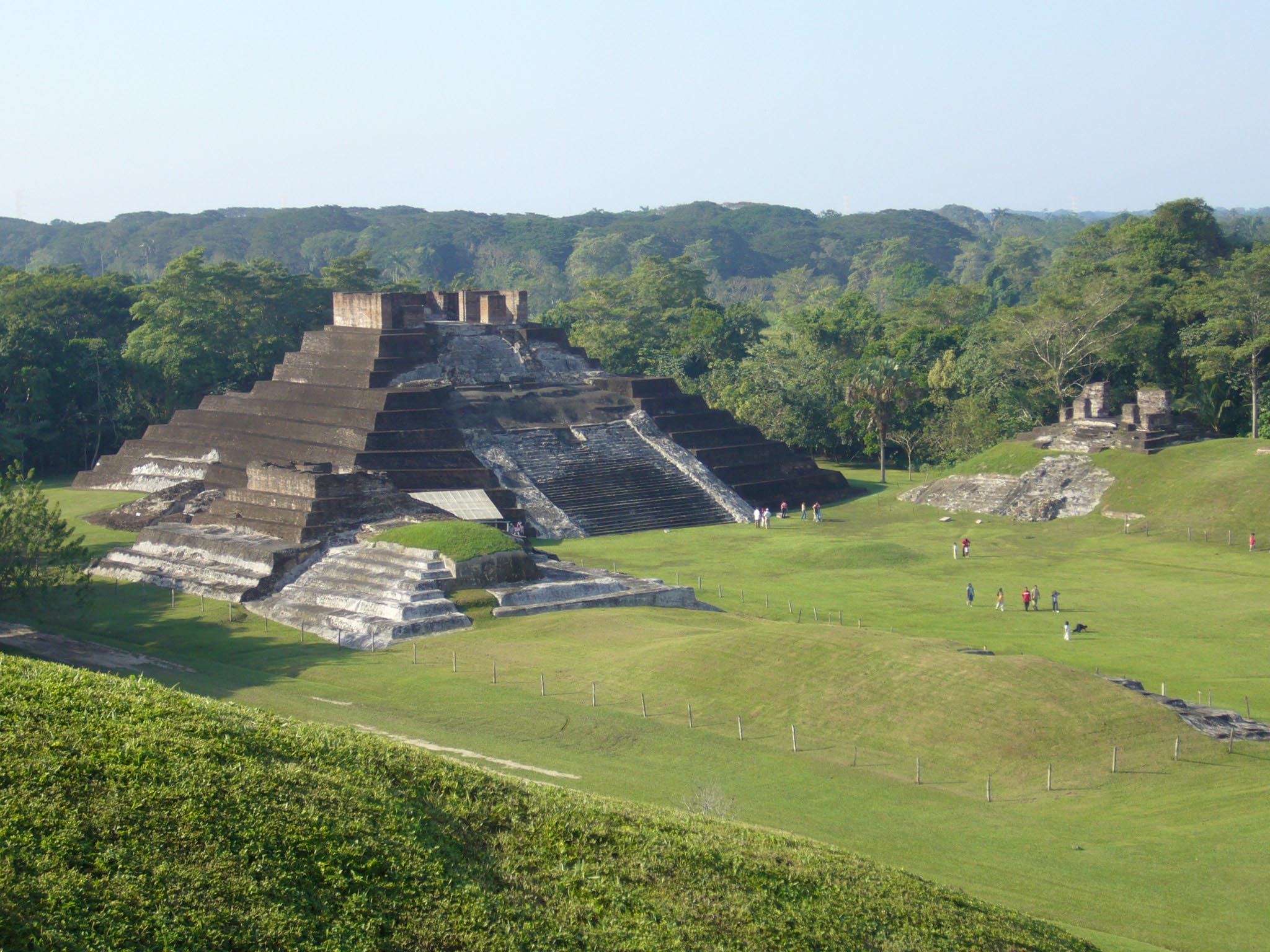
Comalcalco en Tabasco única ciudad maya construida de ladrillo cocido.

Fueron muchos los grupos que llegaron a Mesoamérica durante este periodo. Entre ellos podemos contar a los tlahuicas, que ocuparon el valle de Morelos, y otros grupos de filiación nahua que se tomaron posesión de la cuenca lacustre de México y del valle poblano tlaxcalteca. Con ellos venía un grupo, comandado por Mixcóatl, que se asentó en Culhuacán y se mezcló con la población originaria, afín a la teotihuacana. Más tarde, el hijo de Mixcóatl, Ce Ácatl Topiltzin Quetzalcóatl, partiría de Culhuacán hacia el norte, donde fundó Tula.
Los toltecas iniciaron un proceso de expansión, que los llevó a establecer relaciones con otros Estados importantes, que también buscaban el respaldo de Tula para legitimarse. Tal es el caso del efímero Estado mixteco de 8 Venado Garra de Jaguar, que tras derrotar a varios de los más importantes señoríos del siglo XI, forzó la unificación política de buena parte de la Mixteca bajo su persona. Para hacerlo, recurrió al prestigio de Tula como centro hegemónico, con el que estableció alianza. Sin embargo, 8 Venado fue asesinado y tras ello, la Mixteca entró en un proceso de desintegración. Más tarde, los mixtecos habrían de invadir el territorio tradicional de sus vecinos zapotecos, desplazándolos hacia el istmo de Tehuantepec, en el oriente.

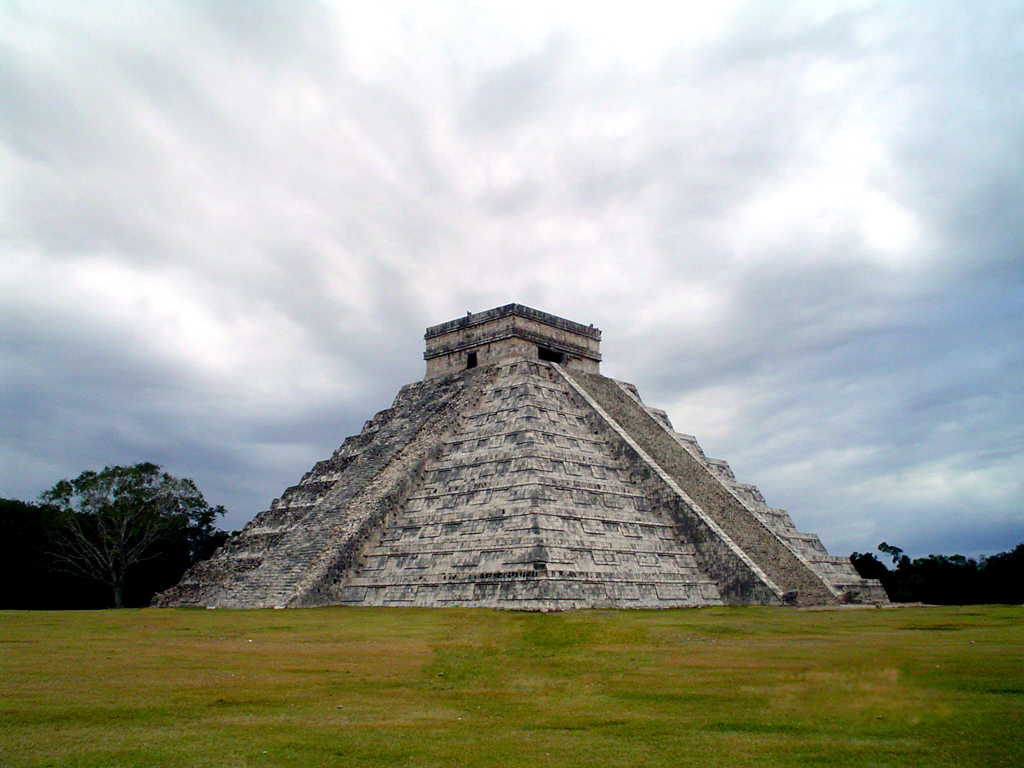
El Castillo. Chichén Itzá. Cultura maya.

La relación entre el Estado tolteca y los reinos yucatecos ha desconcertado a los arqueólogos. El extraordinario parecido entre Tula y Chichén Itzá es el motivo de ello. Se ha sugerido que Tula colonizó la península de Yucatán; o que cuando la élite tolteca fue expulsada de la ciudad, sus vínculos con los itzáes (pueblo de filiación maya que vivía a la sazón en Campeche) les permitieron ocupar por la fuerza la ciudad de Chichén. En cualquiera de los dos casos, los recién llegados habrían decidido edificar una réplica de la antigua capital. La hipótesis contraria, sostenida por Piña Chan, convierte a Tula en una colonia y réplica de Chichén.
Sin embargo, es más plausible que el fenómeno de las ciudades gemelas separadas por cientos de kilómetros tenga una explicación similar a la ofrecida para el caso de la presencia teotihuacana en Tikal. Es muy probable que grupos migrantes, portadores de la cultura tolteca (o zuyuana, como la llaman López Austin y López Luján), se hayan instalado en Yucatán y hayan terminado por fundirse con los nativos y llegar a ocupar posiciones privilegiadas. Para legitimar su poder debieron recurrir a su antiguo vínculo con Tula, considerada la ciudad de Quetzalcóatl, y ello explicaría la presencia de ciertos rasgos típicos del Centro de México en las artes mayas de aquel tiempo.
La caída de Tula está relacionada con la misma inestabilidad política interna que había motivado su expansión. La ciudad fue semiabandonada, y muchos de sus pobladores huyeron hacia la cuenca lacustre de México, para asentarse nuevamente en al pie del Cerro de la Estrella. Al mismo tiempo, se producían nuevas migraciones, como la de los pipiles y nicaraos hacia Centroamérica, o la de los mexicas, hacia el centro de México.
Durante el periodo comprendido entre la caída tolteca (ca. 1100 d. C.) y la derrota de Azcapotzalco por Tenochtitlan (1430), hubo un vacío de poder, aprovechado por ciudades de menor envergadura que cobraron un nuevo y breve florecimiento. Entre ellas se cuenta Cholula, ciudad de añeja tradición y relacionada con el culto a Quetzalcóatl, y Culhuacán, que fue ocupada por refugiados toltecas.
A la llegada de los mexicas a la cuenca lacustre, la escena era dominada por los tepanecas de Azcapotzalco, pues Culhuacán había entrado en decadencia. Tras un periodo de constante cambios de residencia, se establecen en el islote de México, en territorio de Azcapotzalco. Sin embargo, establecieron una alianza con los culhuas, rivales de los tepanecas, a los que finalmente derrotaron en compañía de Texcoco y Tlacopan, coaligados en la Triple Alianza.
De esta manera, comenzó un periodo expansionista militar y comercial encabezado por los mexicas, que llegó a dominar casi toda Mesoamérica. El expansionismo estaba basado en la ideología religiosa de los mexicas, quienes se consideraban a sí mismos como hijos del Sol. En tanto que sus hijos, los mexicas tenían la obligación de proporcionar alimento a los dioses (sangre y corazones, que en la religión mesoamericana eran símbolos del tonalli o fuerza cósmica), por lo que emprendían guerras con la misión de capturar presos. Es por ello que permitieron la relativa independencia de Tlaxcala, de la que obtenían cautivos en las Guerras Floridas (Xochiyáotl) necesarios para el sacrificio ritual.
Además de Tlaxcala, permanecieron imbatibles Meztitlán, al norte; Teotitlán del Camino, al oriente; Yopitzinco, en la costa de Guerrero; el señorío mixteco de Tututepec y el reino zapoteca de Tehuantepec. Estos dos últimos se coaligaron y le propinaron al ejército mexica una memorable derrota en Guiengola. El tlatoani mexica, para evitar consecuencias más graves, decidió casar a su hija con el rey de los zapotecos, Cocijoeza.

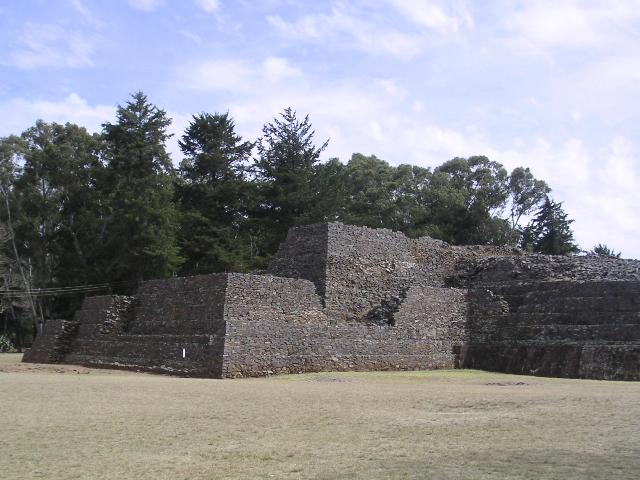
Yácata de Tzintzuntzan. Cultura Purépecha.

Otro de los rivales imbatibles de los mexicas fue el Estado purépecha. Su formación comenzó alrededor del año 1450, como producto de la unión de un pueblo llegado del norte (los uacúsechas) con los pobladores nativos. Los purépechas tuvieron tres capitales sucesivas (Pátzcuaro, Ihuatzio y Tzintzuntzan), ubicadas en las inmediaciones del lago de Pátzcuaro. Con el tiempo, la supremacía la conservó Tzintzuntzan. A partir de allí tuvo lugar el expansionismo de los purépechas, que los llevó a ocupar el actual estado de Michoacán y áreas circunvecinas. En su expansión hacia el oriente, se encontraron con los mexicas, con quienes se enfrentaron en varias ocasiones, y no pudo vencer un bando al otro definitivamente.
Mientras tanto, en Yucatán, los itzáes habían sido expulsados de Chichén por los cocomes de Mayapán, con lo cual se rompió la alianza establecida entre estos reinos y Uxmal. Esta confederación es conocida con el nombre de Liga de Mayapán. Al disolverse, la península se vio envuelta en una cadena de guerras entre estados vecinos que disputaban el control político de la región. Ese fue el panorama que encontraron los españoles a su llegada a Mesoamérica en el año 1517.

## Los aztecas
Los aztecas utilizaban las matemáticas como primera instancia en el comercio, debido a que era una parte importante de sus vidas, su economía dependía en gran medida de la agricultura y de los cultivos[i]. Si bien su comercio se basa en el trueque, también se empleaban otros tipos de equivalentes para llevar a cabo transacciones, y para ello utilizaban como su moneda principal las semillas de cacao, útiles para realizar transacciones comerciales, y no solo esto, sino también, empleaban otros tipos de equivalentes a las semillas de cacao. El Quachtli, una tela grande de algodón equivalía a un aproximado de 300 granos de cacao, y por otro lado también utilizaban a los niños aztecas como moneda, ya que eran vendidos como esclavos e incluso para sacrificios hacia los dioses, teniendo un equivalente aproximado a 600 granos de cacao (Acosmin, NOV 29, 2016).
Después de la conquista de la gran Tenochtitlan, los mexicas que estuvieron bajo el yugo español tenían que pagar impuestos derivados de las tierras que trabajaban, y para ello los mexicas emplearon su propia forma de aritmética, en la cual se incluyen dibujos de corazones, manos y flechas como alternativa a fracciones, ya que ellos no usaban decimales, sino más bien un sistema similar al inglés[ii] (E=mc2, Abril 7, 2008).
Gracias a la implementación de las fracciones pudieron determinar con gran precisión áreas de terrenos irregulares y/o con relieves. Los aztecas empleaba el tlalcuahuitl como una unidad para medir una distancia que equivalía a 2.5 m; para medir un terreno emplearon un sistema de lado por lado para cuadriláteros; en hexágonos y pentágonos un algoritmo en la cual se tomaban los lados opuestos y se promediaban, para posteriormente multiplicar el resultante por alguno de sus otros lados; para las parcelas de mayor complejidad dividían los cuadriláteros en dos triángulos y usaban la regla de base por altura sobre dos para determinar el área; por último, el uso de una descomposición prima de las áreas.[iii] (E=mc2, Abril 7, 2008).

## Los mayas
La cultura maya desarrollo el sistema de numeración vigesimal, el cual empleado ampliamente en la agricultura, ya que lo relacionaban con las etapas de la luna, además de, a partir de ella pudieron efectuar operaciones básicas, tales como suma y multiplicación. Para la efectuación más rápida de estas operaciones elaboraron un ábaco constituido por una cuadrícula hecha con varillas, o dibujando directamente en el suelo, utilizando piedras o semillas para la representación de los números. Este instrumento recibía el nombre de Nepohualtzintzin[iv] (Lara González, Everardo; Sgreccia, Natalia, 2010)
El Nepohualtzintzin se vasa en el número 13, ya que el cuerpo humano posee 13 articulaciones principales, además de representar una dimensión vertical ascendente del ser humano hacia la suprema energía, numéricamente se representa como resultado la unión de los números del 1 al 13
1+2+3+4+5+6+7+8+9+10+11+12+13=91
1.    91 es la representación de los días de separación de cada estación del año.
2.    Al combinar 91 con el 2, se muestra la expansión del maíz, 182.
3.    Al combinar 91 con el 3, se muestra el proceso de nacimiento del ser humano como semilla en el vientre materno.
4.    Al combinar 91 con el 4, se muestra un año calcular o lunar
Su funcionamiento se compara con un ábaco de la actualidad, ya que funcionan bajo el mismo principio.
Los mayas llamaron la atención del mundo, por sus notables características y aportaciones hacía las matemáticas, entre ellas podemos resaltar:
Crearon el cero:
El cero en realidad se trata de una herramienta básica que facilita enormemente la comprensión del universo de los números, debido a que parte de un gran entendimiento, para representar números complejos. Cabe recalcar que solo dos culturas consiguieron desarrollar la abstracción del cero: la maya y la hindú.

Desarrollaron símbolos de conteo simplificados
Los mayas utilizaban solamente 3 signos para representar cualquier número imaginable. Estos signos son: el punto (.), la raya (----), y el cero, que representaban con dibujos diversos, de acuerdo con la importancia del documento en que se estuviese utilizando. La más frecuente era utilizar la figura de un caracol.
Con solamente estos tres signos los mayas podían realizar operaciones de suma, resta, multiplicación, división, raíz cuadrada y cúbica.
(Magaña, 1990)
Los antiguos mayas usaban la matemática para respaldar muchas actividades en sus vidas diarias, desde transacciones en el mercado hasta predecir eclipses y hacer cálculos sofisticados de calendario. La matemática maya es vigesimal, lo que significa que, en vez de contar de diez en diez, la matemática maya cuenta de veinte en veinte. No hace mucho tiempo, las personas tradicionales en Yucatán todavía usaban semillas, palitos y conchas para hacer cálculos. (Americano, 2023)

## El fin del México prehispánico
La conquista de México-Tenochtitlan por parte de los españoles, ocurrida en 1521, suele ser tomada como la conclusión de la época precolombina de México. Sin embargo, es necesario hacer hincapié en que la conquista y el sometimiento de España no ocurrieron al mismo tiempo para todos los pueblos. La región oaxaqueña no cayó bajo el control de España sino hasta la década de 1560. El último reducto de la resistencia maya, en Tayasal, no se rindió hasta 1697.